# Полдень, XXII век
«По́лдень, XXII век (Возвраще́ние)» — научно-фантастическое произведение советских писателей Аркадия и Бориса Стругацких, описывающее утопическое общество победившего коммунизма. По форме является циклом из двадцати новелл, действие которых разворачивается в едином метамире, по названию произведения именуемом «Мир Полудня». В локациях этого мира происходит действие последующих повестей «Попытка к бегству», «Далёкая Радуга», «Жук в муравейнике» и ряда других. Авторы определяли своё творение и как роман, и как повесть.
Действие романа охватывает период от последних лет XX столетия до середины XXII века. В самом начале два врача на Марсе спешат на одну из научных баз, где родился первый человек на Красной планете — Евгений Славин. Курсант Высшей школы космогации Серёжа Кондратьев вынужден отбиваться от подначек своего приятеля-скептика, сомневающегося в необходимости смертельного риска межзвёздных полётов. В 2017 году планетолёт «Таймыр», в экипаже которого Кондратьев был штурманом, а Славин — врачом, во время эксперимента по достижению скорости света перенёсся через пространство и время. Кондратьев и Славин сумели вернуться на Землю 2119 года. По мере их акклиматизации в мире коммунизма читатели знакомятся с разными аспектами жизни земной цивилизации на протяжении примерно полувека. Кондратьев устроился на работу в Океанскую охрану китовым пастухом и женился на японке-стажёре. Славин радикально сменил род деятельности, сделавшись журналистом-путешественником, участвовал в пуске Коллектора Рассеянной Информации — суперкомпьютера, способного реконструировать образы событий отдалённого прошлого. Значительная часть новелл посвящена людям XXII века: школьникам, а затем выпускникам Аньюдинского интерната Геннадию Комову, Полю Гнедых, Александру Костылину и Михаилу Сидорову, по прозвищу «Атос». Эпизоды из жизни юношей, а затем и взрослых героев позволяют продемонстрировать моральные и другие проблемы коммунистического будущего. Одним из центральных героев стал космолётчик Леонид Горбовский, человек необычайной отваги и осторожности, который сумел вытащить с отдалённой планеты не в меру рискового Атоса-Сидорова. Океанолог Званцев (образец для подражания школьников) оказался свидетелем первой попытки «обессмертить» человека с помощью записи информационного содержимого его мозга. Геннадий Комов пытается наладить контакт с биологической цивилизацией на далёкой планете Леонида (названной в честь Горбовского). Поль Гнедых потерпел жизненную неудачу: переменив множество занятий, он стал охотником на инопланетных животных и по ошибке застрелил четверорукого астронавта-пришельца. Он так и не создал семьи и почти полностью раздавлен собственной совестью. В финальной новелле выходцы из прошлого Славин и Кондратьев ведут философские диалоги с Горбовским и рассуждают, что, достигнув коммунизма, земная цивилизация находится у порога совершенно фантастических перспектив: «с первобытного коммунизма человек начал и к коммунизму же вернулся, открыв новый виток развития».
Роман «Возвращение», посвящённый утопической тематике, упоминался в переписке Стругацких с конца 1959 года, написание шло в течение 1960 года. Цикл из десяти новелл впервые увидел свет в журнале «Урал» (1961, № 6) под названием «Полдень, XXII век (Главы из научно-фантастической повести „Возвращение“)». При подготовке «Детгизом» книжного издания 1962 года (редакция настояла на заглавии «Возвращение (Полдень, 22-й век)») в его состав были включены некоторые рассказы, публиковавшиеся в 1959—1961 годах отдельно; всего книжное издание включало шестнадцать новелл, сгруппированных в пять глав. После переиздания 1963 года этот вариант не воспроизводился вплоть до 2016 года. Для издания 1967 года «Полдень, XXII век (Возвращение)» авторы переработали текст, чтобы придать композиции стройность, выдержать единство сюжетных линий, удалили новеллу «Моби Дик»; повесть включала четыре главы и двадцать новелл. Из издания 1975 года была убрана юмористическая новелла «Скатерть-самобранка», чтобы уложиться в объём сборника (вместе с повестью «Малыш»). После 1991 года утопия включалась во все собрания сочинений Стругацких, печаталась в сборниках и в серии «Миры братьев Стругацких». В составе полного 33-томного собрания сочинений представлены все версии произведения: цикл «Урала» и версия 1962 года (в четвёртом томе), а также окончательный вариант 1967 года (том десятый). Произведение переводилось на ряд европейских языков, включая английский, французский, немецкий, польский и другие.
Первые критики сравнивали «Возвращение» с романом Герберта Уэллса «Люди как боги», а также с утопическими романами «Туманность Андромеды» И. А. Ефремова и «Магелланово облако» Станислава Лема. «Магелланово облако», как и его авторское опровержение — «Возвращение со звёзд», отчасти явились претекстом романа Стругацких, включая сюжетный ход о пришельцах из прошлого, которых никто не ждёт в обустроенном технократическом мире. Отмечалось, что «Полдень, XXII век» мягко полемизирует с романом И. Ефремова, хотя и активно использует элементы его метамира, «смягчив» и «очеловечив» слишком умозрительные конструкции отдалённого будущего. В отличие от Ефремова, соавторы принципиально не ставили перед собой задачи изображать людей иного времени и иной психологии, а в бо́льшей степени конструировали представления о будущем в рамках культуры шестидесятников. Ариадна Громова заявила, что Стругацким удалось в максимальной степени добиться «иллюзии реальности воображаемого мира»; используя образы и психологические типы современников 1960-х годов, помещённых в утопические декорации, авторы могли использовать весь арсенал реалистической поэтики. Исследователи XXI века подчёркивали экспериментальный характер произведения, которое с трудом поддаётся жанровому определению, не имеет фабулы и даёт широкую панораму «трудов и дней» утопического XXII века. Авторам удалось показать развитие мира далёкого будущего, имеющего собственное историческое время. Как обычно у Стругацких, текст полон реминисценций на классическую литературу и массовую советскую культуру 1930—1950-х годов.

## Содержание

### Сюжет
Название «Полдень, XXII век» предложил Аркадий Стругацкий, отталкиваясь от заглавия романа Андре Нортон «Рассвет — 2250 от Р. Х.», антиутопии о Земле, возрождающейся после ядерной катастрофы, уничтожившей цивилизацию. Подзаголовок «Возвращение» для цикла в целом не использовался после издания 1975 года.
Стержневым сюжетом является история двух космонавтов из 2017 года — штурмана Сергея Кондратьева и врача Евгения Славина. Участвуя в космическом эксперименте на планетолёте «Таймыр», они перенеслись через пространство и вернулись на Землю в 2119 году. По внутренней хронологии после возвращения Кондратьева и Славина на Землю проходит ещё около полувека.

#### Глава первая: «Почти такие же»
В редакции 1967 года повесть состоит из четырёх глав. Первая — «Почти такие же» — включает в себя два рассказа, действие которых происходит до 2017 года. В начальной новелле «Ночь на Марсе» по остывающей пустыне Красной планеты идут пешком два врача: Мандель и Новаго, опасаясь нападения грозного хищника — «летающей пиявки». Они утопили в каверне с водой свой вездеход, но им нужно успеть принять первого ребёнка, рождённого на Марсе, — это предвещает окончательное освоение планеты. Родившегося назвали Евгением Славиным. Находка врачами воды тоже поможет новым космическим колонистам. Во второй новелле, название которой совпадает с названием главы, действие разворачивается в Высшей школе космогации. Курсант Серёжа Кондратьев, которому запретили тренироваться на перегрузки, опасается, что будет признан годным только для земных работ. Отвечая на подначки своего приятеля Панина о бесполезности космических полётов, Сергей произносит горячую речь, в которой вводится мотив, проходящий через всю повесть: препятствия на пути человеческого прогресса временны и неэффективны. Несмотря на некоторые личные неудачи каждого отдельного человека, наступление лучшего будущего неотвратимо.

#### Глава вторая: «Возвращение»
В девяти новеллах второй главы «Возвращение» описывается история Кондратьева и Славина, уже взрослых. Участвуя в эксперименте по достижению скорости света за орбитой Плутона, планетолёт «Таймыр» перенёсся через пространство. На достигнутой Планете Синих Песков погибла бо́льшая часть экипажа, а штурман Кондратьев и бортовой врач Славин всё-таки сумели вернуться на Землю 2119 года. Сначала космонавты чувствуют себя реликтами прошлого, чужаками. Первым освоился полный энтузиазма Славин: его медицинские познания безнадёжно устарели, но он сделался историком и журналистом. Сергей Кондратьев, излечившись от тяжёлых ранений («У него был в четырёх местах переломлен позвоночник, разорвана диафрагма и разошлись швы на черепе. В бреду он всё время представлял себя тряпичной куклой, раздавленной гусеницами грузовика»), сумел заново социализироваться. В новелле «Самодвижущиеся дороги» Кондратьев открывает для себя окружающий мир. Покинув пределы клиники, он обнаруживает, что «праправнуки» мало отличаются от землян планеты, оставленной им когда-то: «Они играют, работают, смеются и спорят; они испытывают счастье, грусть и гнев». Подъехав на самодвижущейся дороге до города, Сергей созерцает гигантскую статую Ленина, простирающего руку «над этим городом и над этим миром, над сияющим прекрасным миром, который он видел два столетия назад». Кондратьев общается в кафе с группой молодых людей, обсуждающих терраформирование Венеры. В рассказе «Возвращение» Сергей пытается искать работу, когда к нему является незнакомый ему звездолётчик Леонид Горбовский, который обсуждает с экс-штурманом высадку «Таймыра» на Планете Синих Песков. Горбовский обладает невероятной интуицией, чрезвычайно авторитетен даже на уровне Мирового совета, но при этом у него мелкая личная странность: он обожает отдыхать в горизонтальном положении, и первый его вопрос неизменен: «Можно, я лягу?». Наконец, Горбовский представляет Кондратьеву океанолога Званцева, который устраивает его китовым пастухом в Океанскую охрану, суля интересную работу, исследования и приключения.
Единственная новелла, не имеющая отношения к Славину и Кондратьеву, именуется «Злоумышленники». Главные герои здесь — школьники из Аньюдинского интерната: Геннадий Комов (прозванный «Генка-Капитан»), Поль Гнедых, Александр Костылин и Михаил Сидоров по прозвищу «Атос». Эти в высшей степени незаурядные по уму и интересам подростки задумали бегство из интерната, чтобы «зайцами» попасть на венерианский рейс и принять участие в великой стройке всего человечества. Излюбленными героями их сочинений являются Горбовский, Званцев и зоопсихолог доктор Мбога. Учитель Тенин, догадавшись о замыслах четвёрки, осторожно пытается заинтересовать их загадками науки — вулканами и болотными огнями. Персонажи «Злоумышленников» действуют или упоминаются в самой большой из глав — третьей: «Благоустроенная планета».

#### Глава третья: «Благоустроенная планета»
В начальной новелле третьей главы — «Томление духа» — главными героями являются повзрослевшие Сашка Костылин и Поль Гнедых. Костылин становится ветврачом и биологом, работающим на крупной животноводческой ферме, тогда как Поль остаётся неустроенным ни в личном, ни в профессиональном плане. Он не способен заниматься одной работой продолжительное время, из этой же особенности проистекают и его неудачи в сердечных делах. В рассказе «Глубокий поиск» во время охоты на гигантского кальмара Кондратьев познакомился с японкой-стажёром Акико Канда, которая становится его женой. Славин радикально сменил род деятельности, сделавшись журналистом-путешественником, участвовал в пуске Коллектора Рассеянной Информации — суперкомпьютера, способного реконструировать образы прошлых событий, наподобие сражений динозавров (рассказ «Загадка задней ноги»). Славин женат на Шейле — специалистке по структуральной лингвистике. В новелле «Свечи перед пультом» Званцев и Акико Кондратьева оказались свидетелями первой попытки «обессмертить» человека — престарелого академика Окада — с помощью записи информационного содержимого его мозга. Атос-Сидоров — самый непослушный и романтический из аньюдинской четвёрки — в новелле «Десантники» свяжет свою жизнь с космосом: становится космонавтом-первопроходцем, но его отчаянная храбрость едва не приводит к гибели на планете Владислава. Горбовский и его штурман Марк Волькенштейн вовремя успевают его вытащить, о чём рассуждает врач Диксон, спасая Атоса от кровопотери и восстанавливая переломанную руку.
В рассказе «О странствующих и путешествующих» изложение ведётся от первого лица: пожилой биолог Станислав Иванович метит электронными устройствами вновь открытых представителей земной фауны — септоподов: эти головоногие из океанских пучин стали забираться в эстуарии, пресноводные озёра и даже на сушу. С биологом общается Горбовский, проводящий отпуск на озере; дочь Станислава Маша обнаруживает, что радиоприёмник принимает помехи, и звездолётчик признаётся, что во время последнего рейса и его корабль, и весь экипаж тоже были «помечены» — сделавшись источниками радиосигналов. Впрочем, Станислав Иванович сомневается в успешности Контакта: «Вряд ли мы им так уж интересны». Действие рассказа «Благоустроенная планета» разворачивается на прекрасной гармоничной планете с нетронутой на первый взгляд природой. Планету назвали в честь Горбовского Леонидой, а экспедицией руководит Комов, которому помогает доктор Мбога. Постепенно выясняется, что вся экосистема планеты — искусственная, ибо её населяют носители биологической цивилизации. Комов даёт команду на эвакуацию; однако именно с этой новеллы определение «благоустроенная планета» начинает применяться и к Земле.

#### Глава четвёртая: «Какими вы будете»
Последняя глава — «Какими вы будете» — включает три новеллы. В центре повествования рассказа «Поражение» Атос-Сидоров, вынужденный работать на Земле. Он выполняет негероическое поручение на острове Шумшу, руководя двумя «новичками» в ходе пробы нового механизма, созданного для инопланетных исследований, — «Яйца». Это испытание принципиально нового раздела техники — эмбриомеханики: устройство в соответствии с заданной программой способно самостоятельно вырастить любое сооружение, используя окружающие материалы. Однако механозародыш попадает в оружейный склад времён Второй мировой войны и взрывается.
В рассказе «Свидание» вновь действуют постаревшие Александр Костылин и Поль Гнедых. Поль всё-таки нашёл своё призвание, сделавшись профессиональным охотником на инопланетных тварей. Однажды на далёкой планете он подстрелил разумное существо — внеземного космонавта-четверорука — и почти полностью раздавлен собственной совестью. Атмосфера планеты была насыщена лёгкими углеводородами. Когда Поль выстрелил в это существо, оно взорвалось и обуглилось: кислород в скафандре и баллонах прореагировал с окружающей атмосферой. Многие годы Александр старался убедить Поля, что сам-то он, Костылин, зоолог и таксидермист, отлично знает — это всего лишь животное. В финале рассказа он тайком от Поля безмолвно дописал слово «sapiens» на пояснительной табличке. «Доктору Александру Костылину тоже было тяжело. Он-то знал наверняка, знал с самого начала…»
В заключительном рассказе «Какими вы будете» старые друзья Кондратьев, Славин и Горбовский ведут на рыбалке философские беседы. Горбовский рассказывает, как он с Волькенштейном потерпел аварию в дальнем космическом рейсе. Когда космопроходцы уже готовились к смерти, из ниоткуда появился некий человек, починивший звездолёт и мгновенно исцеливший тяжелораненого врача Диксона. На прощание пришелец сказал, что он посланец будущего, явившийся продемонстрировать «какими вы будете» и поощрить «не сходить с курса». Даже когда оказалось, что это сказка, тут же сочинённая Горбовским, Славин совершенно серьёзно говорит (на чём кончается всё произведение):

— Вы знаете, Леонид Андреевич, — сказал он, — моё воображение всегда поражала идея о развитии человечества по спирали. От первобытного коммунизма нищих через голод, кровь, войны, через сумасшедшие несправедливости — к коммунизму неисчислимых духовных и материальных богатств. Я сильно подозреваю, что для вас это только теория, а ведь я застал то время, когда виток спирали ещё не закончился. Пусть в кино, но я ещё видел, как ракетами зажигают деревни, как люди горят в напалме… Вы знаете, что такое напалм? А что такое взяточник, вы знаете? Вы понимаете, с коммунизма человек начал, и к коммунизму он вернулся, и этим возвращением начинается новая ветвь спирали, ветвь совершенно уже фантастическая…

### Текстовые варианты
Хотя ни черновая, ни беловая рукопись ни одного из вариантов «Возвращения» («Полдень, XXII век») не сохранилась, по переписке и сохранившимся фрагментам, а также внутренней рецензии издательства можно реконструировать авторский замысел. Структура, приведённая в письме А. Н. Стругацкого 25 октября 1960 года, включала пять глав («Двое с „Таймыра“»; «Известные люди»; «Десять лет спустя»; «Благоустроенная планета»; «Какими вы будете»), каждая из которых вводилась «реминисценциями». По плану соавторов, повествование о светлом будущем должно было перебиваться сценами из современности 1940-х годов на войне с гитлеровской Германией и милитаристской Японией. Одну из этих реминисценций («интродукций») — о самурайском мече — А. Стругацкий использовал позднее для повести «Дни Кракена»; вторая — про убийство политрука — вошла в состав «Града обреченного»; прочие реконструируются более или менее приблизительно. В архиве Аркадия Стругацкого сохранилось краткое описание цунами на Курильских островах 1952 года, но неясно, предназначалось ли оно для «Полдня». В раннем варианте врач-космонавт Славин носил фамилию Лурье
Вариант, опубликованный в журнале «Урал» в 1961 году, включал десять новелл: «Перестарок», «Хроника», «Двое с „Таймыра“», «Самодвижущиеся дороги», «Скатерть-самобранка», «Известные люди» (собственно «Возвращение»), «Десантники», «Свидание», «Благоустроенная планета», «Какими вы будете». Текст не разбивался на главы. В книжный вариант 1962 года включено шестнадцать новелл, сгруппированных в пять глав: «Двое с „Таймыра“» (новеллы «Перестарок», «Злоумышленники», «Хроника», одноимённая новелла), «Самодвижущиеся дороги» (одноимённая новелла, «Скатерть-самобранка», «Пациенты доктора Протоса» — впоследствии «Возвращение»), «Люди, люди…» («Томление духа», «Десантники», одноимённая новелла — в других вариантах «Свидание»), «Благоустроенная планета» («Моби Дик», «Свечи перед пультом», «Загадка задней ноги», «Естествознание в мире духов», одноимённая новелла), «Какими вы будете» (единственная одноимённая новелла). По сравнению с журнальным вариантом добавились линия юных учащихся Аньюдинской школы и новеллы, повествующие о разных сторонах полуденного мира: Океанской охране, кодировании мозга, кибернетике, передовой физике и даже телепатии. Текст был мозаичным, состоя из отдельных зарисовок, написанных от третьего лица. В «уральском» варианте фамилия жены Славина (Шейлы) — Калиняк, по профессии она учительница литературы, а по расе мулатка. В книжных версиях она получила фамилию Кадар и специальность языковеда, а расовая принадлежность больше нигде не уточняется.
Для издания 1967 года авторы попытались избавиться от чрезмерной дробности повествования. Повесть включала 20 новелл (считая краткую «Хронику» — информационную заметку, объясняющую перенос экипажа Кондратьева в будущее), сгруппированных в четыре главы. Авторы попытались превратить цикл новелл в повесть с единым сюжетом, охватывающим по протяжённости примерно полвека. Персонажи «Возвращения» и вновь включённых в повесть новелл (всего семь) поменяли имена и профессии, добавились отсылки к событиям XX—XXI веков — новеллы «Ночь на Марсе» и «Почти такие же». Изменилась композиция: новелла «Свидание» перенесена из середины в конец повести, оказались дополнены линии космолётчика Горбовского и десантника Атоса-Сидорова. Была изъята новелла «Моби Дик», и полностью поменялась судьба Кондратьева. В версии 1962 года океанолог Званцев (впервые упомянутый в новелле «Злоумышленники») приглашает звездолётчика из прошлого Кондратьева работать в Океанской охране (новелла «Возвращение»). Кондратьев становится командиром звена субмарин, но в свободное время живёт отшельником. В новелле «Моби Дик» в него влюбляется Ирина Егорова (в которую в «Томлении духа» чуть не влюбился Поль Гнедых — выпускник Аньюдинской школы). Девушка переезжает на Дальний Восток и возвращает пришельца из прошлого к полноценной жизни. Званцев в это же время (в новелле «Глубокий поиск») охотится на гигантского кальмара вместе с японкой-стажёром Акико Канда, которая впоследствии становится его женой. После редактуры 1967 года Кондратьев заменил Званцева, Акико стала его супругой. Принцип изложения от третьего лица оказался нарушен после включения в роман рассказа «О странствующих и путешествующих». Все версии романа завершаются новеллой «Какими вы будете», главными героями которой являются Горбовский, Кондратьев и Славин, философствующие на досуге о будущем вселенной и предназначении человечества.

## История создания и публикации

### Замысел. Реализация
В архиве Стругацких отсутствует отдельная папка с черновиками «Полдня» (сами авторы склоняли это слово в форме «Полудня»). Первоначальные рукописи повести затем использовались для черновиков последующего произведения «Стажёры». Ни одной полной рукописи ни одного из вариантов не сохранилось. В архиве остались разрозненные отрывки, а также версии рассказов, написанных отдельно или специально для повести. Название «Возвращение» возникло на стадии первоначального обсуждения и использовалось авторами повсеместно, вплоть до переиздания 1967 года. В сохранившейся переписке Стругацких «Возвращение» упоминается впервые в письме Бориса Натановича 24 июля 1958 года: это изложение сырой новой темы. Действие рассказа должно было происходить в 1970-е годы; в сторону звезды 61 Лебедя отправлена звёздная экспедиция, которая должна вернуться «лет через тридцать», но не возвращается. Однако в 2056 году «в космическом пространстве близ Венеры появляется странного, дикого вида звездолёт невероятно устаревшей конструкции — экспедиция вернулась». Её участники, жаждавшие вернуться на Землю, оказываются в чужом для них мире в положении пришельцев. «Они теперь вырвались из нормального хода событий и стали Вечными Скитальцами без Родины». Кульминация наступает, когда в сознании пришельцев происходит перелом, и они осознаю́т, что они не гости, они дома. Аркадий Стругацкий признал эту идею плодотворной, но далее у соавторов появились другие дела. Впрочем, среди обсуждавшихся рассказов оказались и включённые затем в «Возвращение», например «Глубокий поиск». 19 марта 1959 года Аркадий Натанович запросил у Бориса все три имевшихся к тому времени варианта «Возвращения», считая, что брат слишком «увлёкся психологией»; в послании 10 марта сообщалось, что «Глубокий поиск» отвергла редакция «Вокруг света». В дневнике А. Н. Стругацкий счёл, что начало «Возвращения» годное, следует его развивать. Однако обдумывание затянулось до конца года. 27 июня Аркадий писал Борису о следующем замысле: «Герои возвращаются, покрутились на Земле и снова улетают, и снова возвращаются и т. д.» В этом письме и следующем (3 июля) достаточно подробно разрабатываются замыслы новелл «Поражение» («Яйцо падает на поверхность планеты и начинает развиваться. Оно выпущает рецепторы и определяет условия. Затем в соответствии с этими условиями начинает перерабатывать почву и атмосферу, превращая их в строительный материал и источник энергии. <…> Затем приступает к главным работам: строит дома, роет пещеры, склады, лаборатории и так далее») и «Десантники».
15 декабря 1959 года Аркадий Натанович Стругацкий категорично заявлял брату: «Будем писать роман „Возвращение“ и рассказы. Ты бери рассказы, я поведу роман. Пиши в первую очередь „Такими вы будете“». 16 декабря Аркадий сообщал, что у него более или менее разработана первая часть романа. Из сжатого текста письма ясно, что роман планировался в четырёх частях, вторая из которых была посвящена перелёту землян к неким «кхацкхам». Это название буквально пару раз упоминалось в переписке братьев-соавторов. По контексту оно относилось к инопланетной «медленной» по скорости развития расе. Четвёртая часть — «Творцы миров» — касалась человечества в канун четвёртого тысячелетия. К письму 23 декабря прилагалась копия заявки в издательство «Молодая гвардия». В заявке появляется следующий сюжетный зачин: «В самом начале 21 века одна из первых межзвёздных экспедиций, производившая эксперименты по движению на возлесветовых скоростях, выпадает из „своего“ времени и возвращается после перелёта, продолжавшегося несколько лет, на Землю конца 22 века. Перелёт был трудный, выжили только два человека — штурман и врач». После акклиматизации космонавты соглашаются на участие в дальней экспедиции по поиску братьев по разуму. Контакт состоялся, но обнаруженная инопланетная раса очень плохо приспособлена к быстрому и активному прогрессу. Оказав посильную помощь, земляне возвращаются на Землю, на которой прошло ещё тысячелетие. Указана и фантастическая идея: «Показать две последовательные ступени развития человечества будущего. Показать неисчерпаемые технические и творческие возможности человечества. Показать, что люди будущего — именно люди, не утратившие ни любви, ни дружбы, ни страха потерь, ни способности восхищаться прекрасным. Показать некоторые детали коммунизма „во плоти“». Начальной части заявки соответствует черновик главы «УВ Кита» с обильной машинописной и рукописной правкой.
22 февраля 1960 года А. Н. Стругацкий сообщал брату, что по «Возвращению» готовы все намётки, остаётся заняться написанием текста. 2 марта Аркадий жаловался Борису Стругацкому, что четвёртая глава «туго идёт»; в этом же письме предлагается дополнить роман второй частью: вернувшийся на Землю штурман становится глубоководником и поступает в Океанскую охрану. Здесь же упоминается сюжет «Погружение у рифа Октопус», который так и не был реализован. 7 марта на одобрение Борису Стругацкому была направлена новелла «Злоумышленники», претекстом для которой явился киплинговский роман «Сталки и компания». 18 мая Аркадий требовал от Бориса все исправленные им главки «Возвращения». К 12 июля Аркадий Натанович завершил новых две главы и планировал к сентябрю завершить «Возвращение», но одновременно настаивал, что работа должна осуществляться только совместно. 26 июля в переписке упоминалось, что издательство «Детгиз» готовит проект договора на издание повести, где сроком сдачи рукописи указывался ноябрь; к тому времени была закончена глава «Телепаты». Аркадий Стругацкий вновь настаивал, что они с Борисом должны заниматься литературой профессионально, а не урывками после основной работы, «Иначе, боюсь, литературная карьера наша на „Возвращении“ и закончится». Главным недостатком написанных глав старший из братьев называл отсутствие «генеральной солнечной идеи». Договор № 15627 соавторы подписали 4 августа, в нём указывалось время и место действия: «Земля в 23 веке — наука, быт, техника и, главное, люди коммунистического будущего». По договору машинопись в двух экземплярах авторы обязывались сдать в секретариат редотдела под расписку не позднее 1 декабря 1960 года.
25 октября Аркадий Натанович сообщал брату, что полностью переделал «весь строй книги»; приводимый в письме список глав и новелл практически совпадает с изданием 1962 года, за исключением так называемых «реминисценций» и «Погружения на рифе Октопус». В этот же день рукопись была сдана на перепечатку и далее на внутреннее рецензирование, не дожидаясь находящегося в отпуске редактора отдела фантастики и приключений И. М. Касселя. О реминисценциях содержится запись в блокноте Б. Н. Стругацкого: «Хорошо бы ввести в „В“ маленькие рассказики из нынешней жизни — для контраста и настроения — a la Хемингуэй или Дос-Пассос». Внутренняя рецензия, порученная критику К. Андрееву, оказалась благоприятной, копия её сохранилась в архиве авторов. В рецензии, датированной 19 ноября 1960 года, книга была названа «интересной и очень талантливой». К. Андреев отметил, что повестью её можно назвать лишь условно, ибо отсутствует единый стержневой сюжет, а действие слагается из ряда самостоятельных рассказов. Они объединены частью действием, частью сквозными героями, и всегда — единством мысли и тематики: «жизнь и труд будущего коммунистического человечества очень близкого для нас (психологически) двадцать второго века». Критик отметил, что авторский мир очень привлекательный, писатели овладели профессиональным мастерством, повесть написана «мягким разговорным языком и стилем». Однако Андреев счёл вещь незаконченной, из чего вытекал ряд недостатков. Например, новеллы следовали в порядке написания, а не внутренней логики сюжета, отчего повесть лишена цельности, «несколько конвульсивна». Не понравилось критику и название, не оправдываемое содержанием произведения. «Совершенно не оправдано деление повести на пять глав: рассказы, объединённые в одной главе, часто не имеют внутреннего единства, а названия глав не покрывают содержания рассказов». Через всё повествование проходили только три героя, поэтому следовала рекомендация второстепенных персонажей постепенно доводить до уровня главных героев: это возможно для персонажей-школьников из новеллы «Злоумышленники». «Пусть читатель встретит их через десять лет — на разных планетах, занятых разными профессиями». По мнению К. Андреева, достойным концом повести является рассказ «Моби Дик», в котором Ирина Егорова спрашивает экс-космонавта из прошлого Кондратьева: «Скажите, Сергей Иванович, мы сто́им того, что люди из-за нас когда-то перенесли?» Военные эпизоды показались рецензенту неравноценными, а два японских — вообще излишними. Кирилл Андреев предлагал превратить сумму рассказов в цельное произведение.

### Путь к публикации, переиздания
В начале 1961 года рукопись «Возвращения» активно дорабатывалась по замечаниям рецензентов. Например, крупный функционер Борис Рюриков посетовал на нестандартность описаний коммунистической гармоничной личности или вопросов труда и отдыха; по словам Аркадия Стругацкого, «спутал божий дар с яичницей». В дневнике А. Н. Стругацкого от 21 февраля 1961 года отмечено, что соавторы хотели поменять название повести на «Благоустроенную планету». Здесь же упоминается, что братья собирались написать новеллу о системе управления коммунистической землёй, но «не смогли». Этим же днём помечено, что редакция журнала «Урал» пустит повесть «в обусловленном составе» в шестой номер, а также упомянуто общение с Ефремовым. И. А. Ефремов, по определению самого А. Стругацкого, подошёл к повести как читатель, а не как писатель и критик. Хотя ефремовская рецензия была хвалебной, Иван Антонович посетовал на мозаичность изложения и недоговорённости в некоторых новеллах («Загадка задней ноги» и «Десантники»), а также отметил, что любовные сцены Стругацким удаются плохо. Из-за того, что А. Н. Стругацкий отбывал на воинские сборы, основная тяжесть работы по «доводке» рукописи падала на Б. Н. Стругацкого, тем более что заболел И. М. Кассель, так и не дав собственных замечаний к «Возвращению». Аркадий Натанович предупреждал брата: «Учти вот что — от „В“ многие ждут многого, считается, что это первое в литературе (мировой!) произведение об „уютном“ коммунизме», добавляя, что «Возвращение» должно стать «мировой книгой». 10 марта авторы подписали с «Детгизом» договор № 16375 на издание рассказа «Благоустроенная планета» в альманахе «Мир приключений». Новелла «Загадка задней ноги» тогда же была принята в пятый номер журнала «Знание — сила». 19 марта Аркадий Стругацкий сообщал, что «Возвращение» отдано на иллюстрирование Юрию Макарову, и мельком добавлял при этом, что обратился в редакцию свердловского журнала «Урал» с вопросом о первопубликации повести целиком. 9 апреля «Загадка задней ноги» была редакцией «Знания — силы» отвергнута под формальным предлогом «непонятности»; с этим же рассказом произошёл небольшой скандал в издательстве «Молодая гвардия», редактор которого Б. Клюева отвергла рассказ, предложенный в готовящийся сборник «Фантастика». В том же письме сообщалось, что подготовленную к печати рукопись «Возвращения» привёз из Свердловска лично главный редактор «Урала»; Аркадий Стругацкий с удовлетворением констатировал, что «они совершенно ничего нигде не меняли», хотя набор вёлся по черновику. Типографский набор номера должен был начаться 15 апреля. В мае 1961 года рассказы «Великий КРИ» («Загадка задней ноги») и «Белый конус Алаида» («Поражение»), принятые молодогвардейской редакцией, верстались в сборник «Золотой лотос». Гонорар за журнальную публикацию составил 667 рублей на двоих.
Типографский набор и вёрстка детгизовского издания «Возвращения» упоминаются в письме А. Н. Стругацкого от 17 декабря 1961 года, вёрстку старший из соавторов вычитывал 27 декабря. 8 февраля 1962 года рукопись после третьей читки в редакции отправилась в Главлит. Далее издание застопорилось: 23 марта 1962 года Аркадий Натанович сообщал брату, что согласно постановлению о порядке опубликования научно-фантастических и научно-художественных произведений «Возвращение» цензурой направлено в Главатом. Инструкцию Главлита Аркадий Стругацкий откровенно назвал в дневнике «кретинической». Казалось, что всё должно пройти автоматически, однако в письмах от 8, 12 и 25 апреля констатировалось отсутствие новостей. 7 мая А. Н. Стругацкий дословно писал: «…неприятность № 1. Группа цензоров предложила Детгизу воздержаться от издания „Возвращения“». После дальнейших проволочек рукопись из Главатома была получена 29 мая со следующей резолюцией: «В повести А. и Б. Стругацких секретных сведений не содержится, но она написана на низком уровне (!) и не рекомендуется к опубликованию». Редактор Н. Беркова немедленно направила эту резолюцию в Главлит. К первой неделе июня не поменялось ничего. Разбирательства с цензурой Аркадий Стругацкий крайне язвительно описал 8 июня (цензор нашёл в книге «низкий культурный уровень» и много сложных технических терминов, непонятных рядовому читателю, например «абракадабра» и «кибер»), но дело всё-таки решилось положительно. Сигнальный экземпляр вышел 27 июля 1962 года. 31 июля в дневнике Аркадия Стругацкого отмечено, что он заказал себе 30 авторских экземпляров для подарков. «После небольшого подъёма духа наступила депрессия: слишком долго ждалось и трудно мучалось». Поскольку к тому времени авторы написали не только «Стажёров», но и «Попытку к бегству», Аркадий Натанович задавал 12 августа брату следующий вопрос: «„В“ и по содержанию, и по оформлению — позавчерашняя ступень. Необходимая, но позавчерашняя. Ведь фокус в том, сумеем мы подняться на следующие ступени или нет?»
Несмотря на некоторые опасения (связанные с критикой начавшейся публикации повести «Стажёры»), тираж «Возвращения» разошёлся уже к началу сентября 1962 года. 17 февраля 1963 года Аркадий сообщал брату, что готовится переиздание, что имело и серьёзные финансовые преимущества: Борис Натанович занимался покупкой квартиры в строительном кооперативе, ожидался гонорар примерно в 1000 рублей. В конечном счёте гонорар (половинная ставка, как было принято в те времена) составил по 563 рубля на каждого из соавторов.
К 1965 году оказалось, что «Возвращение» в школе, где училась дочь Аркадия Наталья, было поставлено в список внеклассного чтения школьников 7—8 класса. Поскольку спрос на повесть был велик, в феврале 1966 года «Детгиз» (с 1963 года издательство официально именовалось «Детская литература») поставил «Возвращение» в тематический план переизданий в серии «Библиотека приключений». 21 апреля 1966 года А. Н. Стругацкий сообщал Борису Стругацкому, что «„Возвращение“, по-видимому, более или менее прочно в плане будущего года». Тогда же соавторы решили улучшить текст своего произведения, во время рабочей встречи 26 июня 1966 года в Ленинграде обсуждался новый рассказ для первой главы; завершившаяся переделка помечена в рабочем дневнике 29 июня. 17 июля в переписке упоминается распечатка беловой рукописи переделанного варианта. 27 октября у редактора «Детской литературы» М. М. Калакуцкой «возникли некоторые вопросы», из-за чего А. Н. Стругацкий намеревался «идти ругаться». 6 ноября в план рецензирования ленинградского «Детгиза» было включено и «Возвращение». Борис Натанович поставил следующее условие: «„Возвращение“… не будет противопоставляться нашим позднейшим вещам (в смысле, вот, мол, как Стругацкие писали раньше и до чего они докатились теперь). Только при этих условиях!» В декабре новый вариант повести получил название «Полдень, XXII век», договор на его издание соавторы подписали 3 декабря.
29 июля 1972 года в переписке Стругацких упоминается возможное издание ленинградской «Детской литературой» сборника, в который должна была войти новая повесть «Малыш», а вместе с ней и «Полдень…». Соавторы соглашались на некоторое сокращение «Полдня…» из-за дефицита бумаги в стране; в конечном итоге, чтобы уложиться в заявленный в плане объём, удалили юмористическую новеллу «Скатерть-самобранка». 20 февраля следующего, 1973 года рукопись находилась у художника Л. Рубинштейна. К июлю ничего не продвинулось ни с изданием, ни с иллюстрациями. Только в письме 29 марта 1974 года сообщалось, что сборник пошёл в типографский набор. Гранки для вычитки пришли в «Лендетгиз» (как по привычке называл издательство Борис Стругацкий) 20 декабря. В письме Б. Н. Стругацкого сообщалось, что «многострадальное» издание ожидается к январю 1975 года. В конце февраля 1975 года в журнале «Квант» была опубликована реклама нового сборника Стругацких. Сигнальный экземпляр вышел 24 апреля, из-за особенностей тогдашнего книгоиздания (тираж печатался в Калинине, откуда его перевозили в Москву и лишь оттуда — в Ленинград) появление книги в продаже задерживалось. Авторские экземпляры до Стругацких добрались лишь 23 августа: 25 штук — половина от заказанного. В 1977 году сборник в том же составе публиковался в переводах издательствами Болгарии и ГДР.
После распада СССР «Полдень, XXII век» многократно издавался в версии 1967 года. В 1992 году в Екатеринбурге вышел сборник, в котором повесть публиковалась под названием «Возвращение, Полдень XXII век». Версия 1962 года отдельно более не печаталась. При переиздании повести в серии «Миры братьев Стругацких» использовались иллюстрации Л. Рубинштейна, а Борис Натанович Стругацкий убрал «добровольно-принудительные идеологические вставки», например гигантскую статую Ленина над Свердловском и упоминание в финальной речи Славина «ленинской» идеи о развитии человечества по спирали. В полном 33-томном собрании сочинений группы «Людены» из-за хронологического принципа распределения материалов разные версии «Возвращения» — «Полдня» оказались в несмежных томах. В четвёртом томе впервые переиздан журнальный вариант 1961 года, а также включены первоначальные версии новелл «Великий КРИ», «Белый конус Алаида», «Глубокий поиск», «Ночь на Марсе», «Почти такие же», публиковавшиеся отдельно. В этом же томе печатался книжный вариант под заглавием «Возвращение (Полдень, 22-й век)», не воспроизводившийся с 1963 года. Комментарий к этому тому был минимальным, в основном касаясь источников публикаций. В десятом томе воспроизводилась версия 1967 года с правками 1990-х годов, а также объёмный комментарий с историей создания целостного произведения и каждой из новелл, включённых в окончательную редакцию.

## Литературно-художественные особенности

### Научно-технический оптимизм и светлое будущее в советской фантастике начала 1960-х годов
Польский стругацковед В. Кайтох связывал содержательные особенности романа «Полдень, XXII век» с программой строительства коммунизма, принятой на XXII съезде КПСС, равно как и интересом к фантастической литературе руководящих органов Советского Союза. Политолог Ю. С. Черняховская отмечала, что программа семилетки, утверждённая в 1959 году на предыдущем, XXI съезде КПСС, полностью повторяла технический антураж фантастических произведений 1930—1950-х годов, предполагаемый к достижению технический уровень как раз и был обозначен в романе «Полдень, XXII век». Имеющиеся документы, включая личную переписку, позволяют заключить, что Аркадий и Борис Стругацкие приступили к разработке философии и мировоззрения будущего именно под воздействием официального курса партии и документов XXII съезда. В их программу входила и разработка политической модели идеального общества.
До середины 1950-х годов советская фантастика, хотя и неизменно вызывала интерес у читателей, но уступала по тиражам детективной литературе и, кроме того, «не существовала» для мейнстримной литературы в лице руководства Союзом писателей СССР и идеологического начальства ЦК КПСС. На втором съезде писателей 1956 года не было ни одного доклада, посвящённого теме науки в литературе, тогда как главным объектом тогдашней фантастики были именно научно-технические достижения. Запуск первого спутника в 1957 году и начало космической эры существенно изменили приоритеты как публики, так и начальства. Писатели-фантасты начали активную борьбу за признание себя частью «большой литературы» и вступление в Союз писателей; утопическая фантастика пользуется поддержкой со стороны партийных и государственных органов. Ю. Черняховская рассмотрела ряд гипотез о причинах развития утопической фантастики в СССР «оттепельной» эпохи, отмечая, что утопические тексты не были характерны для «первой волны» научной фантастики 1930—1950-х годов. При этом пятидесятые годы явились кризисными для западной фантастической литературы, тогда как в СССР её подъёму способствовали прорывы в космической отрасли. Журнал «Техника — молодёжи» объявил конкурс на лучшее научно-фантастическое произведение, а публикация романа И. А. Ефремова «Туманность Андромеды» открыла новый этап развития советской фантастики. Долгое время этот роман не подвергался существенной литературной критике, тогда как на уровне Союза писателей научно-технические произведения «ближнего прицела» подверглись критике за «безыдейность». А. Казанцев оценивал «Туманность…» как «идеологическое оружие». Росту советской фантастики служил и энтузиазм населения в отношении атомной энергетики, развития авиации и космической промышленности, механизации и автоматизации производства, зарождения компьютерных технологий. Главный редактор газеты «Комсомольская правда» А. Аджубей на заседании подсекции по научно-фантастической и приключенческой литературе Московского отделения Союза писателей рекомендовал фантастам обратить внимание на возможности изображения коммунистического будущего в фантастике. В. Кайтох интерпретировал это как чуть ли не проект передачи фантастам ключевой роли в популяризации новой программы партии. Впрочем, Ю. Черняховская утверждает, что документами такое мнение не подтверждается. Более того, проведённое в 1958 году Всероссийское совещание по приключенческой и научно-фантастической литературе под руководством И. Ефремова и А. Казанцева показало небольшое количество писателей, специализирующихся именно на фантастике и приключениях, так как отбор кандидатов основывался на членстве в Союзе писателей.
На совещании 1958 года А. Аджубей прямо задал идеологический тренд, заявив, что готов предоставить страницы своей газеты для «серьёзных научно-фантастических романов», так как «молодёжь часто обращается к нам с вопросом: „Что такое коммунизм?“». Фантастов призывали отразить в каждом произведении по одному аспекту будущего общества, «в котором будут жить дети, сегодня бегающие в школу». То есть речь шла о переориентации писателей с научно-технической тематики на «создание образов новой коммунистической Утопии, живых образов Нового Мира». Существование нового стандарта огласил А. П. Казанцев на заседании комиссии по научно-фантастической литературе в 1960 году. В следующем году на заседании комиссии по научно-фантастической литературе К. Андреев прямо связал функции литературы и Третью программу ЦК КПСС. Равным образом, в том же 1961 году руководство ЦК ВЛКСМ на семинаре молодых писателей-фантастов прямо поставило триединую задачу: демонстрация преимущества советской космической программы перед американской; отвечать на вопросы молодёжи, что такое коммунистическое общество; показать способности нового коммунистического человека, его моральный кодекс и облик.

### Станислав Лем — источник претекста «Полдня» и футурология

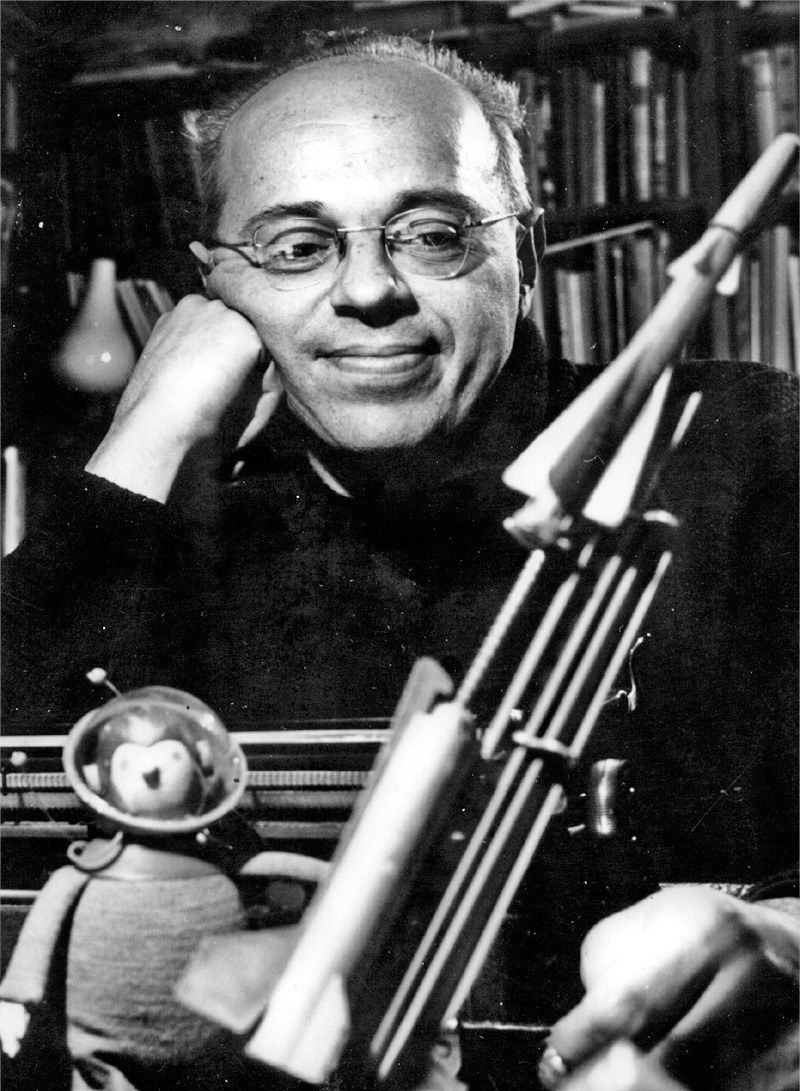
Станислав Лем в окружении научно-фантастических атрибутов. Фото выполнено его секретарём Войцехом Земеком в 1966 году

Ю. С. Черняховская, последовательно анализируя «научно-технический романтизм» 1960-х годов, выявила его фундаментальную связанность с «второй волной» утопической фантастики в странах социалистического лагеря. Эталонным носителем научно-технического романтизма признавался польский фантаст и футуролог С. Лем, который на рубеже 1960-х годов приступил к переосмыслению ранее высказанных им идей. Его утопический роман «Магелланово облако» вышел в 1955 году — за год до «Туманности Андромеды» И. Ефремова. Действие романа разворачивалось в XXXII веке, и основное его содержание сводилось к космическому путешествию и взаимодействию культур. К тематике глобального социального проектирования Лем вернулся в 1961 году в романе «Возвращение со звёзд», в котором описал застывшее общество потребления, отказавшегося от материального воплощения познания, высшим достижением которого являются космические полёты. Общество будущего химическим путём избавило человечество от агрессии, одновременно лишив каждого отдельного человека и страха, и смелости. Обобщая, С. Лем поставил вопрос о том, что станет движущей силой общества, когда утопическое состояние будет достигнуто. К обсуждению данной проблемы быстро присоединились и советские фантасты, поэтому Ю. Черняховская утверждала, что «Возвращение» Стругацких стало ответом на романы С. Лема. Принципиально важно для характеристики мира Полдня то, что Стругацкие смоделировали общество познания, движущей силой которого является стремление к познанию, — это и явилось их ответом на вопрос о движущих силах идеального общества будущего.
Стругацкие в 1961—1962 годах провели чёткую разграничительную линию между двумя сценариями развития человечества — ведущим к обществу потребления и альтернативой, ведущей к обществу познания. Аркадий Стругацкий в 1976 году огласил свою теорию на круглом столе «Взаимодействие науки и искусства в условиях НТР», стенограмма которого печаталась в журналах «Вопросы философии» и «Вопросы литературы». Построение общества познания возможно благодаря формированию в середине XX века двух новых человеческих типов. Во-первых, это «массовый научный работник», функционирующий в условиях превращения ЭВМ в основное орудие производства. Стругацкие при этом не идеализировали данную общественную прослойку, описав в ряде последующих произведений (в том числе «Понедельник начинается в субботу») снижение мотивации научных работников при росте их численности, не уходя в технократизм и оправдание элитарности этой группы населения. Второй тип (так его обозначил А. Н. Стругацкий в выступлении 1976 года) — «Массовый Сытый Невоспитанный Человек» как порождение научно-технической революции. Этот тип не связан принадлежностью к определённым социальным или профессиональным группам, так как в связке «работа — материальное насыщение — духовный рост» было упущено то, что пределы материального насыщения имеют психологическую, а не физиологическую природу. «Аппетит к материальным благам человек получает при рождении. Аппетит к благам духовным возникает только при правильном воспитании». В ряде произведений 1960-х годов Стругацкие разрабатывали «развилку» исторического процесса и её перспективы, что особенно проявилось в повести «Хищные вещи века». Сам же по себе цикл новелл «Полдень, XXII век» относился к направлению утопической мысли, в которой значительное внимание уделяется личному комфорту, а не трудовым свершениям и подвигам. В последующем творчестве Стругацкие детально рассматривали характерный для шестидесятнической эпохи вопрос соотношения личного и общественного, но заметная переориентация на частные интересы и личные свободы проходит через «Возвращение» красной нитью. И общее благо, и личная свобода выражают единый общественный порядок и не противопоставлены друг другу.
Ю. Черняховская отмечала, что даже в самой первой стругацковской повести «Страна багровых туч» (тоже отмеченной претекстом Лема — романом «Астронавты»), а также в последующих повестях и рассказах явлен образ земного общества, в котором уже присутствует комплексная автоматизация и компьютеризация, люди освобождены от занятия изнуряющими видами труда, их поисковую деятельность обеспечивают сложные автоматы, увеличилось их свободное время. Это позволяет освободить население от материальных забот, воспитывать новые интересы, ориентирующие человека на поисковую деятельность в самом широком смысле. Соответственно, «Возвращение (Полдень, XXII век)» содержит описания всех аспектов коммунистического общества, включая освобождение человека с помощью техники от изнурительных видов труда, перенесение центра его деятельности на науку и производство новых технологий. Стругацкие предвосхитили многие черты постиндустриального общества, в котором учёные и профессионалы-технократы занимают место политиков и бюрократов в социальном управлении, повсеместно распространяются интеллектуальные технологии, а технический прогресс становится самоподдерживающимся. Всё это было описано за пять — десять лет до выхода в свет на Западе трудов Г. Кана и А. Виннера, Д. Белла, Ж. Фурастье. В мире Стругацких нет проблемы, куда поместить 80 % не занятых в материальном производстве людей: их силы перенаправлены на науку, искусство, медицину и воспитание. В обществе Стругацких нет материального дефицита, но это не «общество массового потребления», не «общество досуга» и не экономика услуг — это «общество познания». По Ю. Черняховской, Стругацкие сформулировали все постулаты технооптимизма почти за десятилетие до его оформления в рамках футурологии. Книги соавторов опережали также и положения Третьей программы КПСС.

### Коммунистический метамир советской фантастики «второй волны»
Понятие поколенческих «волн» в развитии советской фантастики ввёл А. Ф. Бритиков в обобщающей монографии 1970 года. К первому поколению относились писатели, активность которых пришлась в основном на годы НЭПа (1919—1931), ко второму — на предвоенные и послевоенные годы (1932—1955), и к третьему — авторов, пришедших в литературу в годы «оттепели», в том числе и Стругацких. В каждой из «волн» выделяется объединяющее мировоззрение, транслируемое в произведениях. Для второй волны советской фантастики характерно конструирование утопического метамира в условиях, когда вопросы будущего являлись центральным смысловым моментом политической жизни страны (в силу официальных политических установок), а победа в Великой Отечественной войне и последующее освоение атомной энергии, запуск спутника и выход человека в космос породили во всём обществе определённое чувство могущества, разделяемое до конца 1960-х годов и многими интеллектуалами Запада. Утопия Стругацких не была единственной: Ю. Черняховская, помимо ефремовской «Туманности Андромеды» выделяла роман «Гость из бездны» («Встреча через века») Г. С. Мартынова и роман «Мы — из Солнечной системы» Г. И. Гуревича как тексты, обращённые к политической организации будущего в условиях эгалитаристского постиндустриального общества.
Утопия И. А. Ефремова получила «канонический статус», хотя роман «Гость из бездны» был начат Г. Мартыновым в 1951 году, но брошен на половине. Критики А. Балабуха и А. Бритиков выдвигали предположение, что Мартынов мог бы занять в утопической литературе ефремовское место, однако роман был опубликован только в 1962 году. «Гость из бездны» построен на том же приёме, что и «Возвращение» Стругацких: технологичный мир грядущего («оказывающийся и желанным, и слишком непривычным») подан через восприятие ветерана Великой Отечественной войны, оживлённого далёкими потомками. Решение о воскрешении принимается общим обсуждением всех жителей планеты, главным аргументом и критерием правильности принятого решения являются этические аспекты. Георгий Мартынов выдвинул тезис, что «каждый человек принадлежит своему времени и, если он сформировался в рамках одних привычных отношений и норм, он не будет чувствовать себя вполне комфортно в другом времени, даже если оно основано на принимаемых им же принципах, которые он сам защищал с оружием в руках». «Туманность Андромеды» И. А. Ефремова была написана в основном в 1955—1956 годах. В романе описывалось единое человечество, построившее технологически высокоразвитый и высокоинтеллектуальный мир. Профессор Ефремов сократил до минимума описание технических достижений будущего, так как техника — это лишь созданный человеком инструмент его развития и творчества. И Мартынов, и Ефремов относили высшие достижения человечества ко времени, очень далёкому от своей современности: мир «Гостя из бездны» отстоял от XX столетия на восемнадцать веков (и при завершении романа автор не стал менять датировку), межзвёздные полёты «Туманности Андромеды» сначала были отнесены на три тысячи лет в будущее, в первопубликации время придвинуто на тысячелетие, а начиная с издания 1962 года все даты и хронологические привязки были заменены на условные. В мире Ефремова управление обществом устроено по аналогии с высшей нервной деятельностью человека, построено в виде дуги равноправных институтов: Академия Горя и Радости, Академия Производительных Сил, Академия Стохастики и Предсказания Будущего, Академия Психофизиологии Труда, координируемых Советом Экономики и равным ему Советом Звездоплавания. Политические институты замещаются научными центрами, объединёнными системой функциональной координации. Решения в мире Ефремова принимаются всеобщим голосованием в системе единой информационной коммуникации, что существенно опередило по времени принципы «комплексной демократии» Лумана и информационной демократии Тоффлера. Огромную роль в утопии Ефремова играло воспитание, «производство человека», построенное на принципах классической гуманистической педагогики Мора, Коменского, Песталоцци, Гельвеция и Руссо.
«Полдень, XXII век» Стругацких демонстрирует максимально приближённый к современности облик грядущего. Главные герои попадают в беспроблемную утопию из ближайшего будущего (для 1960-х годов), в котором наряду с победившей коммунистической системой сохраняются остатки отживающей и побеждённой капиталистической действительности. Доминантами этого мира являются научный поиск и творческая увлечённость, занимающие бо́льшую часть жизни. Власть представлена Мировым Советом, состоящим в основном из врачей и педагогов; педагогика и воспитательные технологии занимают в романе не меньше места, чем достижения космонавтики или кибернетики. Принципиальная позиция Стругацких заключалась в том, что человек коммунистического общества — не отдалённая фантазия, а люди, живущие уже сегодня. Это творческие, всесторонне образованные, честные и ответственные за взятое на себя дело люди; задача педагогики — воспитать каждого человека находить высшее наслаждение в труде и созидании. Роман Г. Гуревича вышел в 1965 году; точное время его действия не определяется. Во всяком случае, человечество находится на пороге межзвёздных перелётов. Новое общество утвердилось на всей планете, но частично сохраняются национальные государства, упоминаются денежные знаки, то есть полной трансформации коммунистического мира ещё не произошло. Автоматика и электроника освободили человека от угнетающих видов труда, люди имеют возможность посвящать себя творческим видам деятельности и новаторским проектам, проводятся прорывные научные эксперименты, в том числе космические полёты. Описана и система воспитания, создающая «пятилучевых» гармоничных людей (их главные ценности: труд, общественная работа, личная жизнь, здоровье и спорт, увлечения). В отличие от предыдущих романов, фантастическое допущение утопии Г. Гуревича включало три нестандартных проблемы: соблюдения базового принципа справедливости при коммунизме (на материале достижимости личного бессмертия); борьбы за власть ради осуществления альтернативных программ общественного развития; проблема выбора варианта коммунизма — элитарного или эгалитарного — и критериев успеха в идеальном обществе. Утопия Стругацких при этом отличалась аналитичностью, так как авторы сразу взялись за анализ противоречий будущего общества, ибо беспроблемность автоматически означает остановку развития. Если ранее считалось, что утопический жанр призван описывать идеальный мир при абстрагировании от вопроса о путях движения к нему и движущих силах этого движения, Стругацкие обратились к проблеме препятствий при переходе от социализма к коммунизму, или, в современной терминологии, к проблемам перехода от постиндустриализма к последующим общественным фазам.

### Стругацкие, Ефремов, научно-техническая фантастика и производственный жанр

Иван Антонович Ефремов. Портрет с фронтисписа сборника рассказов «Алмазная труба» (1946)

Сопоставление фантастических миров «Туманности Андромеды» и «Полдня» стало общим местом критики и фантастоведения с самого начала 1960-х годов. Писатель Ант Скаландис резюмировал это так: Стругацкие сами признавали, что задумывали свой «Полдень» «как полемику и дерзкую попытку соревнования» с автором «Туманности Андромеды». Соревнование оказалось выиграно: «Мир Ефремова был и остался красивой, чистой, абсолютно нереализуемой схемой, талантливым памятником эпохе и её величайшим заблуждениям». Отчасти это выразилось в том, что в декорациях собственного мира Иван Антонович написал в дальнейшем только повесть «Сердце Змеи», а в романе «Час Быка» «мир его начал трагически искажаться». Созданный Стругацкими мир был задействован в десяти объёмных повестях на протяжении четверти века и оказался развивающимся, адаптируемым к изменениям мировоззрения и техники письма своих авторов, оставаясь для читателей «таким же привлекательным и живым, несмотря на все катаклизмы, реформы и перевороты в сознании». Между тем принципиальных различий в прозе Ефремова и Стругацких относительно немного. По мнению Евгения Канчукова, существенных отличий два: в силу аналитичности своего мышления соавторы «почти инстинктивно» стремились «строить каждую сцену так, чтобы, помимо очевидного живописного эффекта, ей была присуща интеллектуальная завершённость, притчевое начало». Вторым различием стало то, что авторы принципиально не ставили перед собой задачи изображать людей иного времени и иной психологии. Это не могло не сказываться на литературных качествах созданных Ефремовым и Стругацких утопических текстов. Анатолий Бритиков в 1970 году отмечал, что Стругацкие сразу попытались освободиться от жёсткости научной логики повествования, заменив её эластичной художественной логикой, не отказываясь от синтеза и взаимодействия. Соответственно, герои «Возвращения» не являются олицетворением вечных человеческих проблем, как ефремовские Мвен Мас, Дар Ветер, Веда Конг. Равным образом, школьники-подростки из Аньюдинского интерната намного живее «несколько риторичной» молодёжи ефремовской школы третьего цикла. Это даже вызывало упрёки в чрезмерной «приземлённости»: школьники двадцать второго века охотно используют жаргон («никак не свидетельствующий о культуре чувств»), и даже в мире коммунизма вполне может найтись стиляга в нелепой золотой тоге: телепат, подслушивающий чужие мысли. «Пестрота, противопоставляемая ефремовской голубизне», подчас оборачивалась у Стругацких характерной для их раннего творчества заменой цельного характера на наудачу выхваченную отдельную черту. Не слишком получалась и психология положительных персонажей: «Раздражает нарочитое благородство, наигранная скромность, демонстративно грубоватая мужественность». Скромнейший космодесантник — разведчик космоса Горбовский «на отдыхе ужасно любит поваляться. На диване, на травке. Авторы аккуратно не забывают приставить эту прозаическую горизонтальность к его романтической вертикали. Многомерность, пусть и небогатая». Гораздо позже Стругацкие сформулируют для себя важное противоречие фантастической литературы: лишь в необычайной обстановке в людях раскрываются и необычайные возможности; при попытке отстоять «обыкновенность» герои становятся статичными, а знакомые их черты «делаются странными и неестественными». В результате при работе над «Возвращением» Стругацким лучше всего удавалось не прямое изображение человека, а косвенная характеристика «идеи человека» — через окружающий мир. Одной из лучших А. Бритиков называл новеллу «Моби Дик», включённую в состав издания 1962 года. Претекстом её является роман Г. Мелвилла «Моби Дик», посвящённый мести гигантского кита своему нечестивому мучителю — капитану Ахаву. На Благоустроенной планете XXII века китовый промысел перестал быть убийством: Океанская охрана воплощает романтику мирного творчества и гуманного хозяйствования. Этика ремесла является прямым продолжением принципов коммунизма, и чувства героев выглядят совершенно естественными, «тёплыми».
Комментируя эти и подобные построения, филолог Е. В. Борода отмечала, вслед за стругацковедом Л. Филипповым, что соавторы решительно отвергли ефремовский метод описания структуры общества будущего, «на фоне которого даны портреты хороших людей». Несмотря на позитивную и оптимистическую тональность «Полудня, XXII века», в романе нашлось место для конфликта отцов и детей (в роли которых оказались Кондратьев со Славиным и коммунары двадцать второго века), впрочем, исчерпанного простым обретением своей функциональной роли в новом мире. Присутствуют и первые ростки сомнений в величии Человека Всемогущего и целесообразности такого величия, впоследствии составившие лейтмотив всего творчества зрелых Стругацких.
Польский стругацковед Войцех Кайтох прямо заявил, что Ефремов в своём романе пытался сконструировать не только технику и социальные конфликты, но и психологию людей, которая бы могла возникнуть в условиях, идеально способствующих развитию человеческой личности. В плане техники письма ему пришлось частично отказаться от авторских разъяснений, в противном случае превративших бы роман в «эрудированный трактат». Таким образом, Иван Ефремов доверился аналитическим способностям читателей, пытаясь показать узловые проблемы своего утопического мира «на примере» или в общении самих людей будущего, не имеющих потребностей давать друг другу пространные разъяснения. Это был первый полноценный фантастический мир, аналогов которого не могло до 1950-х годов сформироваться в советской фантастике. Утопия Стругацких строилась иначе: версия «Возвращения» 1962 года имеет в сугубо литературном плане множество сходных признаков со сборником рассказов «Шесть спичек», две новеллы из которого после небольшой правки вошли в состав повести. В обоих циклах Стругацких широко использован единый художественный приём: действие вращается вокруг некоего устройства, изобретения или научного открытия, позволяющего продемонстрировать те или иные черты человека будущего, его морали, склада ума, общества, в котором он живёт. По мнению В. Кайтоха, это свидетельствует о незрелости Стругацких-писателей, которые не представляли иного материала для фабулы и действия фантастического произведения, нежели производственно-фантастические сущности. Вероятно, их умение проводить психологический анализ не развилось до степени, позволяющей заполнить мыслями и поступками героев всё литературное пространство. Кайтох перечислял набор научно-фантастических фактов из «Возвращения»: самодвижущиеся дороги, генетически изменённые домашние животные (мясные коровы или киты), суперкомпьютер («Великий КРИ»), потенциальное бессмертие человека через запись информационного содержимого его мозга, поиск параллельного мира с использование парапсихологии (телепаты-«ридеры»), биологическая цивилизация планеты Леонида, руины цивилизации Странников на планете Владислава, и так далее. Вокруг каждого из этих фантастических допущений вращается сюжет самостоятельной новеллы.
Стругацкие многое позаимствовали из «Туманности Андромеды». Одним из эпизодов, привлекавших внимание критиков, является сцена с переездом Дар Ветра, который знает, что, «где бы он ни оказался, получит в распоряжение всё, что ему нужно, меняя место жительства», поэтому из личного имущества у него только небольшое число личных реликвий, умещающихся в одном небольшом ящике. Этот мотив полностью передан в новелле «Возвращение», при этом Стругацкие ввели свою оригинальную идею «Линии доставки», по которой в каждую квартиру или коттедж поставляются любые жизненные блага по тому же принципу, как действует водопровод. Изобилие материальных благ, описываемое в обоих этих произведениях, освобождает людей от борьбы за хлеб насущный, а научно-технический прогресс приводит не только к повышению качества жизни, но и увеличению продолжительности активного существования. Роботизация освободит человека от неприятной, нудной, грязной и просто любой физической работы (в «Туманности Андромеды» почти не упоминаются бытовые устройства, но больше автоматизированных фабрик). Но одного изобилия мало. Ефремов и Стругацкие одинаково придерживались идеи, что коммунизм означает возврат на самом высоком научно-техническом уровне к первобытному существованию, при котором все люди были равны между собой и универсальны (то есть отдельный индивид способен делать то же, на что способно всё человечество), а также свободу от навязанных самим себе ограничений. Ефремов решился передать эти важные для него идеи в лекции, которую Веда Конг читала для инопланетной цивилизации. Если «Туманность…» может быть обозначена как социологическая утопия, то «Возвращение» — научно-техническая утопия, и потому авторы его разбросали информацию о мире будущего по разным новеллам. В обоих романах вообще не упоминаются исполнительные органы и в принципе отсутствует понятие «власти» как отдания и исполнения приказов под угрозой наказания; есть только управление производственными и научно-исследовательскими процессами, в рамках которого распоряжения отдают на основе личного авторитета исследователя и организатора, а исполнение приказов осуществляется на основе внутренней солидарности и чувства ответственности. В случае серьёзных провинностей, как было с неудачливым десантником Сидоровым, коллектив исторгает инородное тело из своих рядов: когда Сидоров самовольно высадился на планете и этим чуть не погубил корабль и его экипаж, его лишили права работать во Внеземелье. Единственной побудительной причиной к труду становится потребность в нём, поскольку каждый получает все, что пожелает, безотносительно к его производственным заслугам. Совесть — единственная гарантия порядочности. «Самозабвение в работе и высокий моральный уровень — таким главными чертами наделили Стругацкие человека будущего».
По словам В. Кайтоха, прямая полемика с Ефремовым содержится в новелле «Злоумышленники». Оба писателя (Стругацкие — единый писатель) признавали, что существование совершенных людей возможно только при совершенной системе воспитания и образования, которые не могут быть доверены непрофессионалам. «Ефремов видел будущую школу подобной обычному сегодняшнему техникуму-интернату», система Стругацких «более утончённая»: Аньюдинский интернат описан как своего рода райский сад, целокупный микромир, где познанием ведают почти на индивидуальной основе Учителя, использующие не только самые совершенные технологии, но и огромный жизненный опыт. Общество Стругацких более свободное: у Ефремова смена профессий происходит в полуобязательном порядке, тогда как в «Полдне…» вышедший из стен интерната молодой человек иногда очень долго ищет дело по душе; «а пока не найдёт, чувствует себя несчастным, чуть ли не больным, как Поль Гнедых». Разным было и отношение к семье. Этот институт утратил функции воспитания детей и хозяйственную основу, но общество сохранило моногамию, основанную исключительно на любви как единственной основе супружеской связи. В «Туманности Андромеды» вообще нет института брака и даже передачи фамилии по наследству. Стругацкие сохранили и фамилии, и парный брак и посвятили новеллу «Скатерть-самобранка» «пережиткам старины» — стремлению Славина готовить на дому.

### Высокая теория воспитания и субъектный переход

#### Интернаты и провозвестие Человек Будущего

Обложка первого издания «Возвращения» с иллюстрацией Ю. Макарова

Тема воспитания, являющаяся для Стругацких одной из сквозных в их творчестве, неотделима от изображения детей и подростков. Для времени создания «Возвращения» доминантой прозы авторов было ощущение наступающего светлого будущего, пропущенное через «интеллект, способный к детальному анализу заданного предмета». Именно в этом романе прозвучала тема разрушения традиционной семьи, утверждение воспитателей на месте отцов, тем не менее, согласно Е. Канчукову, «мир „Полдня…“ — это прежде всего детский мир и все „взрослые“ монологи, знакомые нам по прежним вещам Стругацких, здесь произносят главным образом дети». Что, однако, не помешало авторам осознанно разделить своих героев на «людей действия» (Кондратьев и подобные ему) и «философов» (Панин и другие). По словам А. В. Кузнецова (Московский педагогический государственный университет), педагогические интересы Стругацких совпали с повесткой дня внутренней политики СССР. В 1950-е годы была развёрнута система школ-интернатов и появились школы для одарённых детей. Педагогическое содержание хрущёвских образовательных реформ выводилось из концепции воспитания идеальных людей будущего. Интернаты рассматривались как действенный инструмент прививки любви к общественному труду и как реальные места зарождения коммунистического общества. Эта задача рассматривалась как непосильная для родителей, которую следовало возложить на профессиональных педагогов.
Стругацкие много лет размышляли о путях развития педагогики, что в конце концов вылилось в полуфантастическую «высокую теорию воспитания» (сокращённо ВТВ). Наиболее ранние и радикальные идеи в этом отношении проявились в переписке А. Н. Стругацкого в 1948 году, когда он рассуждал, что семейное воспитание — процесс «недопустимо случайный, ведь семья может оказаться какой угодной: и образцовой, и преступной». Из этого следует, что нужно максимально рано забирать детей от родителей в закрытые интернаты, где профессионалы определят главные склонности человека и направят его по верному пути. Похожие идеи Б. Н. Стругацкий высказывал и в 2000-е годы, говоря, что важнейшей задачей ВТВ является превращение «каждого человеческого детёныша в Человека Воспитанного (нравственность на уровне инстинкта плюс представление о высшем наслаждении как об успешном творческом труде)». При этом одним из важнейших для сюжета многих произведений (включая «Полдень…») является мотив массового побега детей от родителей и старого мира, который им не просто опостылел, но и представляется источником нешуточной угрозы. Впервые этот мотив прозвучал в новелле «Злоумышленники», в которой четыре талантливых школьника решают сбежать из интерната и затем пробраться на ракету, летящую на Венеру. Учитель Тенин, чтобы отвлечь юных «злоумышленников» от грандиозных задач освоения далёких миров, пытается переориентировать их на сугубо земную проблему: блуждающие огни, что, по народным поверьям, встают над болотами и могилами. Согласно А. Кузнецову, эта тайна гораздо сложнее и опасней практических, разрешимых трудностей космических экспедиций. Возможно, Стругацкие подразумевали стихотворение Мандельштама «На страшной высоте блуждающий огонь…», в котором «Петрополь» превращается в «некрополь»; метафизическая опасность, не подступая вплотную к героям, задана на горизонте их действий.
Филолог В. А. Гринфельд (Санкт-Петербургский государственный университет промышленных технологий и дизайна) выделял в «Возвращении» ещё один аспект окружавшей авторов реальности шестидесятых годов: в терминологии К. Обуховского, «культуру людей-предметов заменила культура людей-субъектов», а бунт против предметной цивилизации возглавили представители молодёжи, не принявшие стандартизации, специализации, синхронизации, максимизации и иных атрибутов индустриального мира. Естественно, что изображение мира, лишённого современных проблем и антагонизмов, должно было строиться по методу инверсии, неявной реакции на окружающий мир. В. Гринфельд считал новеллу «Злоумышленники» одной из важнейших во всём произведении. Интернаты явились проекцией реальности 1950-х годов, в которой высшая и средняя школа были доступны не слишком большой части населения СССР. По мысли Стругацких, мир будущего населён думающими людьми, воспитанными в уважении к рациональному знанию, полученному научными методами. Когда Борис Стругацкий участвовал в геодезических и археологических экспедициях на Кавказе и в Средней Азии, он многократно писал своему брату о катастрофической безграмотности молодого послевоенного поколения: «Получилось, что титаническая машина общеобразовательного процесса, а тем более машина радио-газетно-телевизионной пропаганды — прокрутилась над их головами вхолостую?»
В. А. Гринфельд, сравнивая редакции «Возвращения» 1962 года и «Полдня…» 1967 года, считал переработанный вариант авторским ответом на критику, что Стругацкие завели общество будущего в социальный тупик. Это совпало с эволюцией мировоззрения братьев-соавторов в течение 1960-х годов, что Борис Стругацкий резюмировал в формуле: «изменение… и совершенствование социальной структуры мира из процедуры бесконечного познания никак не следовало». Первоначальная редакция повести сделалась вехой в развитии менталитета советской интеллигенции, особенно инженеров и учёных. Эта прослойка получила цель интеллектуального развития, картину мира, в котором хотелось бы жить образованным и деятельным людям. Сюжетом романа Стругацких является «идеологическое послание внимательной аудитории», которое было считано и принимается уже третьим поколением читателей. Тем не менее соавторы существенно персонализировали своё творение, что отразилось даже на внешнем оформлении издания. Обе версии «Возвращения»-«Полдня…» вышли в серии «Библиотека приключений и научной фантастики», именуемой в обиходе «рамочкой». Переплёт первого издания украшен иллюстрацией к новелле «Свидание»: охотник вглядывается через музейную витрину в череп убитого им инопланетного астролётчика. Версия 1967 года более оптимистична: по предположению В. Гринфельда, на переплёте изображён один из воспитанников Аньюдинского интерната с роботом. Впрочем, исследователю наиболее существенными показались те текстовые переделки, которые иллюстрируют тезис об эволюции субъектов. Заметна бо́льшая персонификация героев, когда Охотник отождествляется с Полем Гнедых, а ветеринар и директор музея — его школьным другом Александром Костылиным. В описаниях усиливается детализация, например в финальном монологе Славина. В рассказе «Перестарок», повествующем о возвращении космонавтов из прошлого века на Землю XXII столетия, в реплике Славина изменено всего одно слово, «переворачивающее весь дискурс». В редакции 1962 года Славин, вывалившись из люка планетолёта «Таймыр», говорит: «Доктора, скорее <…> Штурману Кондратьеву очень плохо». В версии 1967 года он говорит: «Серёже Кондратьеву очень плохо». То есть в первом варианте сообщается функция персонажа, во втором — речь идёт о близком человеке.
Существенно поменялась и сказка, которую рассказывал Горбовский в новелле «Какими вы будете». Когда человеку из совсем отдалённого будущего — представившемуся Петром Петровичем — задали вопрос, стало ли человечество всемогущим, в редакции 1962 года ответ был такой: «Кое-что мы, конечно, можем, но в общем-то работы ещё на миллионы веков хватит. Вот <…> давеча тушили-тушили одну паршивенькую галактику, да так и отступились. Слабоваты пока». В версии «Полдня…» смысловые ориентиры и иерархия ценностей поменялись кардинально: «Кое-что мы, конечно, можем, но вообще-то работы ещё на миллионы веков хватит. Вот, говорит, давеча испортился у нас случайно один ребёнок. Воспитывали мы его, воспитывали, да так и отступились. Развели руками и отправили его тушить галактики — есть, говорит, в соседней метасистеме десяток лишних». По мнению В. А. Гринфельда, в этом проявилась закольцованность публицистического послания авторов. То есть рассказ Петра Петровича об испорченном ребёнке прямо сопрягается с императивом «жить, чтобы познавать». Чуть далее авторы прямо сравнивают технику и психологию, то есть в восприятии Стругацких 1966 года, когда они переделывали свою повесть, технические возможности человечества отступили на задний план, оказываясь несовершенными в сравнении со сложностями человеческого бытия.

#### Утопия как антиутопия
Писательница Наталия Мамаева рассматривала утопию Стругацких с позиции человека XXI века. По мнению Н. Мамаевой, вся вторая глава «Полдня…» прямо продолжает тематику «Пути на Амальтею», то есть дискутируется вопрос, есть ли человечеству польза от космоса и, если она есть, можно ли эту пользу принести живущему поколению. Формально оба ответа положительные и вложены в уста Кондратьеву, подкрепляясь его наблюдениями в мире победившего коммунизма. При этом сценарий жизни Кондратьева и Славина разворачивается полностью по прогнозу их однокурсника из новеллы «Почти такие же» — скептика Панина:

…Я начинаю понимать, что попал опять-таки в чужой мир. Мы докладываем результаты нашего перелета, но их встречают как-то странно. Эти результаты, видите ли, представляют узкоисторический интерес. Все это уже известно лет пятьдесят, потому что на UV Кита — мы, кажется, туда летали? — люди побывали после нас уже двадцать раз. И вообще, построили там три искусственные планеты размером с Землю. Они делают такие перелеты за два месяца, потому что, видите ли, обнаружили некое свойство пространства-времени, которого мы не понимаем и которое они называют, скажем, тирьямпампацией. В заключение нам показывают фильм «Новости дня», посвященный водружению нашего корабля в Археологический музей.
Согласно Н. Мамаевой, наибольшее отторжение у современных читателей вызывает школьная глава «Злоумышленники». Этот сюжет вызвал к жизни послетекст — дилогию С. Лукьяненко «Звёзды — холодные игрушки», в которой система интернатов и Учительства подана крайне негативно, «просто чудовищно». Однако и в «Полдне…» глава выглядит несколько чужеродно. Сама по себе система интернатов активно внедрялась в Советском Союзе 1950-х годов и показала свою успешность, например в Англии. Сомнения критика вызывает то, что школьники из Аньюдина явно происходят из благополучных семей, у них есть родители, но на всём протяжении действия ни один из них о родителях не вспоминает. «Мир их общения — это мир сверстников, старших и младших товарищей, ну и, разумеется, авторитетом для них является Учитель». Критики творчества Стругацких 1960-х годов уловили тенденцию, что писателям Стругацким неинтересна личная жизнь их героев, а героям в свою очередь неинтересна своя личная жизнь, а интересна только работа. Это прямо вытекает из системы воспитания: «Учитель является для детей богом и с высот своей божественности управляет ими как шахматными фигурками». При этом педагог рискует своим здоровьем, чтобы не деть детям сбежать из интерната, вместо волевого запрета. При этом Тенин, чтобы выиграть время, умело стравил подростков, показав идиллический мир утопии с изнаночной стороны. В этих сценах проявляется негативизм утопии, отказавшейся от христианской морали: «Люди не любят ни друг друга, ни самих себя».

### Стилистика. Литературные реминисценции
Многие исследователи творчества Стругацких отмечали переходный характер «Возвращения». Биограф Ант Скаландис утверждал, что стругацковская утопия занимала особое место во всём их творческом наследии, ибо «никогда и никем не признавалась она лучшей, да и не была таковой». Историк Д. Володихин и писатель Г. Прашкевич уточняли, что «Возвращение», как и написанная после неё повесть «Стажёры», явилось для писателей полигоном литературных экспериментов. Ещё до начала работы над «Полднем» Стругацкие окончательно выработали технику совместной работы над текстом и отточили стиль «хемингуэевского лаконизма», а также умение сюжетопостроения, но эти достижения не использовались ни в «Возвращении», ни в «Стажёрах». Оба этих произведения состоят из самостоятельных, сюжетно законченных новелл и с трудом поддаются жанровому определению. Литературовед Марк Амусин также отмечал ослабленность фабулы в «Возвращении» и «Стажёрах», которая «подменяется мозаичным сцеплением эпизодов», призванных дать панораму «трудов и дней» утопического XXII века или «выявить и обосновать некую обобщённую мыслительную конструкцию». Д. Володихин и Г. Прашкевич уточняли, что «груде рассказов» «Возвращения» присуща целостность иного рода — «полнокровная мощь правдоподобной утопии». Издержкой утопического жанра является необходимость объяснений и лекций в ущерб развитию действия и «рельефности характеров». В структуре «Полдня…» соседствуют сюжетно законченные тексты, которым свойственен «драйв», и «фрагменты, выполненные в замедленном темпе, представляющие собой всего лишь отдельную зарисовку». В едином ансамбле работают все эти части, «но, изъятые из этого единства, немедленно теряют блеск и превращаются в тусклый ком связующего раствора», ритм повествования сбивается: «приключенческие эпизоды и объёмные научные пояснения, любовная история и картинки сельскохозяйственного производства…». В этом отношении версия 1962 года «эстетически ровнее и гармоничнее», чем редакция 1967 года. По словам Володихина и Прашкевича, утопический роман Стругацких «до краёв наполнен солнечным светом»:

Свет этот — прохладен. Он не столько греет, сколько делает окружающее прозрачным, рациональным, правильным. Весь он — бесконечно длящееся во времени и пространстве творческое усилие по отысканию истины.
Д. Володихин и Г. Прашкевич подчёркивали, что действие «Возвращения» разворачивается в двух временах: бурно развивающемся «технологическом» XXI веке и следующем, XXII, когда «общество начинает пожинать плоды предшествующего рывка». В этом контексте редакторы полного 33-томного собрания сочинений С. Бондаренко, В. Казаков отметили некоторые особенности хронотопа и нестыковки, появившиеся из-за редактирования повести в 1967 году. В отдельном издании новеллы «О странствующих и путешествующих» 1962 года Горбовский говорит, что на планете Леониде нашли здания без окон и дверей. В повести упоминаются Марс и Владислава, что странно, ибо далее идёт новелла «Благоустроенная планета», где описаны именно здания без окон и дверей на Леониде. Новелла «Поражение», вошедшая в состав романа в редакции 1967 года, смотрелась, по мнению С. Бондаренко и В. Казакова, в составе романа чужеродно. Изначально «Поражение» являлось органичной частью сборника «Шесть спичек» (1960), повествующего о космической экспансии коммунистической Земли в XXI веке. Действие новелл этого сборника разворачивается в едином метамире, тексты содержат множество взаимных отсылок и к определённой эпохе, и к событиям соседних рассказов. В «Поражении» 1960 года упоминалось, что Акимов и Сермус двадцать лет назад запустили киберразведчиков «СКИБР», а в новелле «Испытание СКИБР» фигурировали Быков и Горбовский, в «Частных предположениях» упоминались они же и появлялся звездолётчик Валя Петров, а в «Почти такие же» — Петров и Серёжа Кондратьев. То есть для 2117 года показанные в новелле технологии анахроничны: «В противном случае придётся констатировать в мире XXII века не просто отсутствие прогресса, но явный (причём немотивированный) технологический регресс». По мнению редакторов-составителей, новелла вполне вписалась бы в роман в первой главе о предыстории «Полдня», но с другим главным героем. По внутренней хронологии «Полдня» в редакции 1962 года от «Перестарка» до финала «Какими вы будете» проходит не более десяти — двенадцати лет. В изданиях 1967 и 1975 годов срок увеличился примерно до полувека (поэтому в финале Кондратьев изменил обращение к Горбовскому и Славину с «мальчиков» на «стариков»), что не пошло на пользу тексту. Авторам не удалось преодолеть статичности персонажей и окружающего их мира, после увеличения временно́го промежутка в них не появилось новых черт характера и других следов принципиальных перемен. «Приём „Будущее глазами человека из прошлого“ использован полностью»: Славин в последующих текстах вообще не упоминался, в «Беспокойстве» Горбовский мельком сообщал о недавней смерти Кондратьева.
Текст романа «Возвращение», как обычно у Стругацких, полон отсылками самого разного происхождения и регистра. Некоторые эпизоды перекочевали из собственных воспоминаний соавторов. Так, Ант Скаландис утверждал, что сцена из новеллы «Томление духа», в которой Поль Гнедых несёт на палке связанные ботинки, распевая хулиганскую песенку «Не страшны мне, молодцу, ни стужа, ни мороз…», восходит к студенческим годам Аркадия Стругацкого, когда он получил дефицитные офицерские сапоги и нёс эти сапоги по коридору Военного института иностранных языков в корзине, насаженной на указку. Нецензурная строчка песни в издании «Возвращения» была заменена на нейтральное «тирьям-пам-пам». Впрочем, Борис Стругацкий, готовя комментарии к собранию сочинений, сообщил, что перенял этот стишок от сокурсников на матмехе ЛГУ между 1950 и 1955 годами, а Аркадий Натанович услышал песенку именно от младшего брата. Используется и принятое в общении между Аркадием и Борисом Стругацкими присловье «трали-вали семь пружин», фиксируемое в записных книжках 1951—1952 годов и последующей переписке. В новелле «Ночь на Марсе» цитируется выполненный на Камчатке А. Стругацким перевод киплинговской повести «Сталки и компания». Как минимум в трёх разных новеллах упоминалась экзотическая гипотеза И. Шкловского о том, что Фобос и Деймос — искусственные спутники Марса, созданные некой древней цивилизацией. Эта гипотеза была оглашена её автором в первомайском номере «Комсомольской правды» за 1959 год. Некоторые фантастические сущности были, по выражению Б. Стругацкого, «псевдоквазиями»: аббревиатура вычислительной машины ЛИАНТО в новелле «Почти такие же» или некая «хориола» из рассказа «Возвращение» («просто красивое „музыкальное“ название»). То же относится к «ионизатору» на подводной лодке (вместо кондиционера) и «ионному душу»; Б. Стругацкий утверждал, что «не только тогда, но и сегодня представления не имеет, что это за штука». Хватает и отсылок к русской классической литературе, в частности чеховской пародии «Летающие острова. Соч. Жюля Верна», легенде о встрече Пушкина с Эдгаром По, созданной Тыняновым и цитированной Катаевым; а также иронические тексты Козьмы Пруткова, Куприна, Крылова, Гоголя, Ильфа и Петрова, даже Марка Твена. В заглавиях новелл и репликах персонажей нередки библейские фразеологизмы из Екклесиаста («томление духа») и Евангелий («умою руки»), частью восходящие к «Очеркам бурсы» Помяловского. Оттуда же происходит название новеллы «О странствующих и путешествующих» — это слова из Великой ектеньи, части православной божественной литургии. Хватало и отсылок к советской массовой культуре 1930—1950-х годов, считая фильмы, песни, поэзию Маяковского и прочее. Из философских текстов упоминаются «Агни-йога» (как полемическая отсылка к И. А. Ефремову), ленинская статья «Карл Маркс» и его же «Философские тетради», а также отсылка к парадоксу буриданова осла (в новелле «Загадка задней ноги»). Название финальной новеллы «Какими вы будете» является инверсией названия рассказа Хемингуэя «Какими вы не будете».

## Критика

### Предисловия к первоизданиям
Первопубликации в журнале «Урал» предпослано авторское предисловие, подписанное обоими братьями Стругацкими. В этом предисловии содержалась полемика с Эндрю Нортон и её романом «Рассвет, 2250 год». Кратко пересказав содержание американской антиутопии, авторы заявили, что им видится иное будущее человечества: «Не хмурый рассвет перед последней отчаянной битвой за само существование рода человеческого, а горячий сияющий полдень над цветущей планетой, где человек человеку друг, где каждый ищет и находит радость в громадном творческом труде на благо каждого, где жизнь человека является величайшей ценностью, где счастье — обычно, а горе — светло…»
Детгизовское издание 1962 года предварялось кратким вступлением критика К. Андреева под названием «Будем ли мы такими?». Автор заявил, что книга относится к жанру мечтаний о счастливой и безбедной жизни, то есть утопии. «В наши дни уже нельзя писать утопии: мы нашли дорогу в будущее, завоёванное в суровой борьбе, полной тяжких испытаний и жестоких утрат. Мы не мечтаем о коммунистическом обществе; мы строим его своими руками». Однако это не отменяет художественных размышлений об облике грядущего. К числу самых значительных книг о коммунизме принадлежат ефремовская «Туманность Андромеды» и «Магелланово облако» Станислава Лема. Кирилл Андреев отметил, что персонажи повести Стругацких из двадцать второго века вполне узнаваемы и нами, «потому что люди грядущих веков будут похожи на нас, будут почти такими же, как мы, и в то же время будут иными». Читателей предупреждали, что перед ними не исследование коммунистического будущего и не социологический трактат, это мозаика, ряд эпизодов, не всегда связанных между собою, «но всё же позволяющая разглядеть рисунок целиком. Так иногда в ранний предутренний час рассвета солнце уже золотит вершины гор, но влажная мгла ещё лежит в долинах, по-ночному ещё шумит лес, но уже слышны голоса птиц, приветствующих утро…». Авторы вряд ли считают себя пророками, каждый читатель по-своему представляет себе будущее, но повесть «Возвращение» — это достойный повод для романтических мечтаний и «хорошего, доброго спора», в котором, «как известно, рождается истина».
В авторском предисловии к изданию 1967 года Стругацкие категорически отвергли формулу, что фантастика — это «литература мечты». По мнению соавторов, главным предметом фантастики, «как и всей художественной литературы, является человек в реальном мире. Настоящая фантастика не только и не столько мечтает, сколько утверждает, подвергает сомнению, предупреждает, ставит вопросы». Это не отменяет человеческого стремления вырабатывать для себя идеалы, так как это своего рода компас в практической деятельности, средство поверки, «что хорошо, а что плохо». Писатель как человек вырабатывает собственный идеал, стремясь донести его до окружающих и увлечь читателей. Поэтому повесть «Полдень, XXII век» не следует считать предсказанием, ибо это изображение мира, «каким мечтаем его видеть, мир, в котором мы хотели бы жить и работать, мир, для которого мы стараемся жить и работать сейчас». В этом мире каждый человек располагает неограниченными возможностями для развития духа и творческого труда. Населён мир будущего «людьми, которые существуют реально, сейчас, которых мы знаем и любим: таких людей ещё не так много, как хотелось бы, но они есть, и с каждым годом их становится все больше». В воображаемом мире Полудня таких людей большинство: «рядовых творцов, самых обыкновенных тружеников науки, производства, культуры», объединяет которых страсть к познанию, нравственная чистота, интеллигентность, создающие «атмосферу чистоты, дружбы, высокой радости творческого труда, атмосферу побед и поражений воинствующего разума». Это в подлинном смысле мир, о котором стоит мечтать и для построения которого стоит работать.

### Дискуссия вокруг творчества Стругацких 1960—1970-х годов

#### Рецензии на первые издания
Юрий Кротов в отзыве на журнальный вариант «Урала» подчёркивал, что «будущий век сегодня всерьёз открывают теоретики и плановики, во всеоружии марксистско-ленинской теории, опыта и расчёта». Именно поэтому фантасты должны быть подлинными художниками, тем более что для советских читателей будущее светло. «Нелепо утверждать, что Рэй Бредбери мечтает о сожжении книг, а Уэллс хотел мира с морлоками и элоями, но будущее для них тёмно». Критик обратил внимание, что стругацковская повесть «Полдень, XXII век» построена как цикл своеобразных новелл. Главными их героями являются люди молодые, весёлые и даже язвительные, немного бесшабашные, «которых вы можете видеть (без машины времени) каждое воскресенье на столичных вокзалах». Впрочем, Ю. Кротов считал, что данный подход у авторов выглядит утрированным, иной раз и «фантастические декорации выглядят ненужными». С другой стороны, авторский приём вполне оправдан, позволив понять, что «наши современники богаче, умнее и интереснее всякого бумажного „рыцаря“».
Последовала и негативная рецензия писателя и литературоведа М. Лобанова, помещённая в газете «Литература и жизнь». По мнению критика, писатели, обращаясь к современности, должны всячески выражать «частности». В этом смысле важна «психологическая детализация, столь часто подменяемая в литературе психологической абстракцией». М. Лобанов выделял следующие детали:

Время действия — XXII век! Что же это за будущее? Оказывается, произошли существенные изменения в обращении людей друг с другом. «Все зовут друг друга по профессии». Пьют вкусное вино («Нектар, — подумал Кондратьев. — Боги пьют нектар»). Один из инженеров с гордостью говорит, что он ассенизатор.
Повесть, по мнению критика, начисто лишена «интеллектуально-духовной атмосферы времени», которая подменяется рассуждениями о технике и космических полётах. «Интеллектуальный примитивизм людей „будущего“ удручает. Это, в сущности, не люди, а придатки техники. Нельзя признать психологическим откровением такие явления, как то, что один герой множество раз чихнул, а другой — дважды поперхнулся и т. д., — а именно на таком уровне сделаны „детали“». Мир коммунизма, по утверждению Лобанова, беспросветно скучен, и скуку не способны развеять межпланетные приключения («доставка… меланхолических ящеров, сражение с отвратительными марсианскими пиявками, невольное убийство землянином на планете Крукса разумного существа — звездолётчика!»). Не понравился критику и рассказ о благоустроенной планете. Аркадий Стругацкий об этой рецензии отозвался следующим образом: «Опять та же история, то же недомыслие и скудоумие, то же барское пренебрежение».
Публикация новеллы «Благоустроенная планета» в альманахе «Мир приключений» вызвала крайне резкую рецензию кандидата философских наук Ю. В. Леплинского, вышедшую в журнале «Природа». Критик обвинил писателей в ненаучности и пренебрежении общими закономерностями социального развития мыслящих существ. В описании биологической цивилизации планеты Леонида Ю. Леплинский усмотрел «игнорирование марксистских положений», сводящихся в его изложении к тому, что «лишь процесс труда, применение орудий производства, их изготовление и совершенствование — единственный путь к выделению человека из мира животных». Негодование критика вызвали выращенные, а не построенные города, дрессированные бактерии и так далее, ибо «ведь каждому известно, что наука невозможна без приборов, созданных в процессе производства, в процессе „машинной“ цивилизации». Издание рассказа «Великий КРИ» («Загадка задней ноги») в сборнике «Золотой лотос» вызвало отзыв Д. Рачкова (Южно-Сахалинск), чей фельетон «Диплодок без головы» напечатала «Литературная газета». Автор привёл почти целиком фрагмент, где Славин наблюдает битвы динозавров, в ходе которых гигантскому диплодоку некая тварь из болота откусила голову. Резюмировался сюжет так: «Скажут — специфика научно-фантастического жанра… Рассказ, конечно, не лишён интереса, в нём немало хорошего. Но вот я вижу, как 13-летний Миша, начитавшийся „научных“ ужасов, ночь не спит, и начинаю сомневаться: специфика ли это?..»
Критик Кирилл Андреев, написавший предисловие к книжному изданию «Возвращения» 1962 года, отдельно выделил повесть в обзоре советской фантастики в журнале «Техника — молодёжи». В жанровом отношении он сравнивал творение Стругацких с первой книгой о будущем коммунистическом обществе — «Люди как боги» Герберта Уэллса, сильно устаревшей, по мнению рецензента. «Возвращение» братьев Стругацких, по утверждению Андреева, нельзя сравнивать с утопическими романами «Туманность Андромеды» И. А. Ефремова и «Магелланово облако» Станислава Лема. Это не цельное эпическое романное полотно, а серия рассказов, объединённых несколькими сквозными персонажами и общей темой — демонстрации расцвета коммунистического общества Земли ХХII века. «Авторы дали вместо него яркую картину чудесного, светлого мира, где жить и работать чертовски весело и интересно, где чем дальше, тем больше нерешённых проблем. Но ведь именно в этом и есть бесконечная прелесть нашей суматошной и неповторимой жизни!» Те же суждения К. Андреев дословно повторил в обзорной статье для сборника «Фантастика 1963 год» издательства «Молодая гвардия».
Ленинградские исследователи-фантастоведы Евгений Брандис и Владимир Дмитревский связывали творческие искания Стругацких начала 1960-х годов с моральным кодексом строителя коммунизма. Повесть «Возвращение», в их понимании, посвящена формированию человека будущего, и потому авторы «вполне сознательно переносят на своих героев, живущих в 22-м веке, многие признаки, свойственные представителям научно-технической интеллигенции наших дней, вплоть до лексики». Важным узлом повествования является новелла о подростках из 18-й комнаты Аньюдинской школы: они мечтают о подвигах, стремятся немедленно удрать на Венеру, принимать участие в её освоении. Однако педагог Тенин рассказывает, что «в мире наибольшим почётом пользуются, как это ни странно, не космолётчики, не глубоководники и даже не таинственные покорители чудовищ — зоопсихологи, а врачи и учителя». И Тенин осторожно и тактично переносит внимание своих подопечных на дела, которые им по силам; со временем все находят настоящее жизненное призвание. Высоко оценив замысел Стругацких («перенесение центра тяжести на психологию, характеры и взаимоотношения людей»), Е. Брандис и В. Дмитревский отметили неровность литературного исполнения: «Возвращение» излишне фрагментарно, распадаясь на эпизоды, мало связанные между собой. По сравнению с позднее опубликованными произведениями повесть оказалась переходной. По инерции заявления, что «Возвращение» Стругацких не является утопией, так как «коммунизм как теория давно из утопического стал научным», повторялись в прессе ещё в 1970-е годы.
В газете «Тюменская правда» (9 июня 1963 года) вышел отзыв Д. Белогорова. Рецензент счёл, что авторам удалось найти удачный сюжетный ход, чтобы показать коммунистическое общество глазами почти что наших современников. Главной особенностью коммунизма по Стругацким является не то, что людям доступны полёты на другие планеты, а в том, что любой человеческий труд превращается в «настоящую поэзию» и в каждом человеке живёт жажда подвига, чувства глубоки и богаты. Сюжетно текст построен как мозаика: «Кусочки различных областей жизни — жизни XXII века».
В журнале «Нева» напечатали письмо читательницы — научного сотрудника А. Акимовой, в котором использовалось понятие «Вселенная Стругацких». Акимова отметила остроумное повествование, наполненное лёгкой иронией, которое является оружием писателей, их ответом «спорщикам и скептикам, видящим будущее как сухой и холодный, рационалистический мир». Впрочем, в повести хватает и кибернетики, однако «не сочинением поэм и симфоний заняты „киберы“, а, например, уборкой улиц и стрижкой газонов… Кибердворники и киберсадовники, ветврачи, пастухи, повара, они же посудомойки. Появляется и Великий КРИ — Коллектор Рассеянной Информации, счётно-логическая машина, способная даже предсказывать будущее». Особенностью мира Стругацких является то, что он населён самыми обычными людьми, живущими будничной жизнью; никому не чуждо ничто человеческое. Повесть одновременно светлая, оптимистическая и глубокая, серьёзная, хотя и несколько «разрозненная по впечатлениям». Сюжет закольцован: в самом начале двое звездолётчиков вернулись к своим праправнукам на Земле, а в финале Горбовский рассказывает «притчу» о встрече людей двадцать второго века со своим отдалённым потомком. «Дорогая авторам идея преемственности поколений, неразрывность звеньев бесконечной жизни человечества, осваивающего Вселенную, взята в основу повести». Отметила рецензент и то, что Стругацкие развиваются как авторы: «с каждой новой книгой пишут… всё более молодо, умно, талантливо». Из читательских писем выделялся отзыв 11-классника из Хабаровска И. Слободина, который заявил, что рассказы Стругацких и их повесть «Возвращение» наиболее полно соответствуют его представлениям о будущем. Высказывались также мнения, что героев-космонавтов Стругацких, включая Горбовского, можно считать героем для подражания советским школьникам; это опровергает заявления критиков, что «в произведениях советской фантастики нет настоящих героев, что люди подменены некими условными символами».

#### Дискуссия о советской утопии и научности фантастики
Писательница и литературовед Ариадна Громова считала вполне правомерным использование понятия «советская утопия», то есть попыток художественными средствами воссоздать грядущее, основанное на коммунистических началах. Первым и весьма удачным образцом этого жанра стала «Туманность Андромеды» И. А. Ефремова, а из прочих писателей-фантастов самыми активными названы братья Стругацкие. Миры, созданные Ефремовым и Стругацкими, не противоречат друг другу, ибо у них одинаковая идейная основа, «но конкретный его облик совершенно иной и обрисован иными приёмами». Коммунизм Стругацких гораздо ближе нашей эпохе, чем у Ефремова, в нём существует своё историческое время. Действие трилогии о Быкове, Юрковском и Дауге («Страна багровых туч», «Путь на Амальтею», «Стажёры») разворачивается в конце ХХ — начале XXI века; в финале цикла герои являются уже ветеранами космоса. Основное действие «Возвращения» протекает в XXII веке, но и здесь «переброшены мостики», как в прошлое, так и в будущее. «Поэтому в мире Стругацких очень отчётливо ощущается бег времени, движение во времени, которое И. Ефремов лишь намечает как тенденцию. <…> Мир Стругацких вообще отличается пластичностью, предметностью, он гораздо более ощутим, реален, обжит, чем величественная панорама „Туманности Андромеды“». Такой эффект достигается обрисовкой образов героев, лишённых внешней приподнятости и торжественности; у героев Стругацких прекрасно развито чувство юмора. Всё это служит созданию максимальной иллюзии реальности воображаемого мира: авторы исходят из того, что за два столетия люди изменятся не так уж и сильно, и потому получают в своё распоряжение богатейший арсенал реалистической поэтики, в том числе хемингуэевской. В романе «Возвращение» представлено «счастливое, сильное, красивое человечество», ни в коем случае не являющееся «карамельным раем». Как и у Ефремова, коммунистический мир устремлён к будущему, полон смелых замыслов и смелых деяний, очень разнообразный, жизнерадостный и весёлый, словом, «мир, жить в котором очень хорошо и интересно». Он демонстрируется читателю по принципу панорамы, то есть классического приёма утопической литературы. Ни Кондратьев, ни Славин не чувствуют себя несчастными, они довольно быстро акклиматизировались, ибо «оказались среди своих». «Разница между людьми XXI и XXII веков всё же ощущается в романе достаточно ясно, и доверие читателя не нарушается». По мнению А. Громовой, «Миру — всему миру, а не только Советскому Союзу — нужны картины светлого будущего, в которое приходится грудью прокладывать дорогу». Именно поэтому книги Ефремова и Стругацких выходят за рамки искусства, ибо это «умная, страстная, искренняя проповедь идеалов коммунизма, рассказ о том, к чему приведёт осуществление этих идеалов, какая великолепная, яркая, глубоко интересная жизнь откроется перед человечеством, когда оно уничтожит войны и эксплуатацию».
Литературовед Рафаил Нудельман в послесловии к сборнику повестей Стругацких 1964 года рассматривал целостный писательский метамир, «невиданно яркий, радостный и прекрасный мир коммунизма». Соответственно, творческий путь Стругацких определялся «острым чувством современности», и роман «Возвращение» завершал создание единой картины мира будущего, в который органически входят темы, эпизоды, герои, картины всех предыдущих книг.
Писательница Валентина Журавлёва (биолог по образованию) во время дискуссий о фантастике 1965 года обвинила Стругацких в антинаучности, в стремлении обойти требование соответствия современным научным данным. Например, в повести «Возвращение» многое построено на полётах в космосе со сверхсветовой скоростью. «Очень просто: появляются слова „деритринитация“, „Д-принцип“, „Д-космолёты“. Попробуй возрази что-нибудь против неведомой деритринитации… Но драма идей в фантастике имеет смысл лишь в том случае, если идеи не условные, а настоящие (пусть даже маловероятные)».
В брошюре 1965 года «Мир будущего в научной фантастике» Е. Брандис и В. Дмитревский повторили тезис, что произведения Стругацких посвящены морально-этическим проблемам и формированию духовного мира нового человека. Согласно мнению критиков, в произведениях И. Ефремова «Туманности Андромеды» и «Сердца Змеи» показаны полностью сформированные новые люди будущего, в которых гений и красота гармонически соединены в каждом человеке или, по крайней мере, в абсолютном большинстве представителей человечества. «Герои повестей Стругацких, живущие в XXI или XXII веке, находятся ещё на подступах к этой цели… Они исходят из той мысли, что через двести-триста лет большинство людей будут такими, какие сегодня кажутся исключительными». В статье 1967 года, посвящённой романам-предупреждениям, Е. Брандис и В. Дмитревский приводили повесть «Возвращение (Полдень, 22-й век)» как яркий пример изображения коммунистического будущего в разных его гранях и аспектах, в котором одинаково пристально раскрываются и человеческие характеры, и формирующие их общественные отношения. Утопия Аркадия и Бориса Стругацких венчает цикл «Страна багровых туч», «Путь на Амальтею», «Стажёры». Ранее авторы высказывали похожие тезисы в журнале «Коммунист». В обзорном предисловии к «Библиотеке современной фантастики» Е. Брандис и В. Дмитревский отметили быстрый рост Стругацких как писателей, которые от самой первой своей книги сосредоточили своё внимание на раскрытии человеческих характеров. Кредо авторов — «видеть в настоящем зародыши будущего»; то, что воспринимается ныне как исключительное, станет всеобщим достоянием при коммунизме. Статья-предисловие завершается объёмной цитатой, венчающей «Возвращение», — о развитии человечества по спирали от первобытного коммунизма до коммунизма безграничных возможностей, «обещающего впереди миллионы лет интереснейшей жизни».
Во время кампании против философской фантастики 1966 года в защиту Стругацких выступил Иван Ефремов. В программной статье «Миллиарды граней будущего» учёный заявил, что главной темой писателей является попытка «обрисовать столкновение капиталистического и коммунистического сознания». Пример повестей «Стажёры» и «Возвращение» приводился для иллюстрации «сложных образов борьбы за коммунизм будущего».

#### Критические высказывания семидесятых годов
В период критических нападок на всё творчество Стругацких последовал и выпад против «Возвращения». В заметке Л. Богоявленского заявлялось, что книга «производит странное впечатление», так как за два столетия существенно должны были измениться духовный облик людей, из взаимоотношения, речь и нравственные качества. «Однако герои повести по своему духовному облику очень бедны, если не сказать — примитивны…, друг с другом они изъясняются на жалком жаргоне. Лексика их очень бедна». В сценах с Аньюдинской школой критик отметил, что описанным в повести молодым людям «не чужды и мелкое честолюбие, и даже — жестокость, проявившаяся в расправе над одним из соучеников». Критик призывал к художественной и идейной полноценности писательского творчества. В 1972 году критик, скрывшийся под инициалами «Н. М.», решительно раскритиковал стиль фантастики Стругацких. Согласно его мнению, фантастика — трудный жанр, требующий от писателя умения заставить читателя поверить в невероятное. Соответственно, и язык фантастических произведений подчиняется условиям, специфичным для всей художественной литературы. По мнению «Н. М.», Стругацкие, «боясь быть скучными», максимально использовали языковые средства, передающие разговорную речь. «Здесь, по-видимому, преследуется и другая цель: подчеркнуть реальность происходящего, сделать описываемое более достоверным. Такую речь, правда, редко услышишь в жизни, чаще всего она звучит в устах участников некоторых неудачных передач КВН». В качестве примеров приводятся диалоги персонажей из новеллы «Загадка задней ноги». Раздражало критика и то, что герои Стругацких «шутят в самых различных ситуациях и обстоятельствах», но чувство юмора их «сомнительное».
Литературовед А. Ф. Бритиков рассматривал и формально-литературные, и содержательные особенности произведения Стругацких. «Возвращение» — цепочка новелл, в которую при переиздании в 1967 году авторы добавили некоторые рассказы, сюжетно почти не связанные с этой повестью, но связанные с фантастическим идеалом. Главной задачей соавторов было вращение «магического кристалла», что помогало показать разные грани будущего. Соответственно, в каждой из новелл предстаёт какая-то характерная черта коммунистического Полдня; «связующие звенья опускаются, сюжет делается пунктирным». В этом своеобразие повести Стругацких и её типологическое отличие от эпосов Ефремова или Снегова. Стругацкие достигают большой художественной яркости, но уступают перечисленным писателем в отчётливости концепции, что составляет силу романов «Туманность Андромеды» или «Люди как боги». Адольф Урбан трактовал «Полдень, XXII век» как переходное явление в творчестве Стругацких. Избавившись от влияния техницизма своих ранних произведений, авторы искали новую художественную форму. Стругацких всё более интересовали социальные темы, проблемы современности и сами люди, от которых и зависит будущее. С фантастических высот технического прогресса Стругацким не сразу удалось приблизиться к изображению действительности, тех её сфер, «где добро и зло ещё плохо разделены, где за нравственный поступок, за утверждение самых элементарных истин порой приходится бороться».
Литературовед Наталия Чёрная в своей монографии определяла героев утопических повестей Стругацких, включая «Путь на Амальтею», «Стажёров» и «Возвращение», как людей, которые «честно и неуклонно, но просто, без позы и рисовки исполняют свой долг перед людьми». Картины коммунизма, изображённого И. Ефремовым и Стругацкими, сходны в природе идеала, лежащего в основе оптимистической концепции будущего. В жанровом отношении «Туманность Андромеды» и «Возвращение» характеризуются как советская научно-фантастическая утопия. Указанные произведения «представляют собой как бы два крыла, две основные разновидности современной советской утопической фантастики, отличия между которыми обусловлены прежде всего разницей творческих установок писателей». Стругацкие отказались от традиционной схемы и программы утопии, поэтому их мир «во многих своих существенных чертах закладывается, строится уже сегодня и, может быть, потому более доступный, тёплый, обжитой и человечный». Мозаичная картина будущего производит впечатление естественности: писатели изображают жизнь, не придерживаясь заранее заданной и продуманной схемы. Метод аналогий и параллелей с современностью должен привести к «узнаванию»: мир будущего предстаёт через сознание героев, которые не являются ни условными фигурами, ни образами-символами. Картины реальности художественно убедительны и обладают большой силой воздействия на читателей, они трёхмерны.
Писатель — популяризатор науки Борис Ляпунов в ряде очерков и в книге 1975 года рассматривал повесть «Возвращение» как цикл новелл, связанных общими героями — людьми труда и подвига, «далёкими и в то же время близкими нам потомками». Мир будущего Стругацкими показан глазами пришельцев из прошлого, космонавтов XX века, которые не чувствуют себя чужими и спустя два века. Ранее этот же критик обращал внимание на финальную сентенцию Славина, который говорил, что с коммунизма человек начал и к коммунизму вернулся, а впереди перспективы, от которых «голова кружится». Писатель Роман Подольный в предисловии к тому американской фантастики, вышедшему в «Библиотеке современной фантастики», называл «Возвращение» «великолепным произведением», в котором, однако, «сквозь прозрачные одежды будущего явственно просвечивает настоящее, точнее, лучшая часть того, что составляет настоящее». Это служило доказательством тому, что мрачные «пророчества» современных западных фантастов не имеют под собой никаких оснований, тем более что советские писатели, «опираясь на законы, открытые Марксом и Лениным, сумели сделать интересные попытки смоделировать коммунистическое будущее». Критик Всеволод Ревич отмечал, что сюжетный ход с возвращением космонавтов на Землю, где их никто не ждёт, использовался Станиславом Лемом в «Возвращении со звёзд» и Стругацкими в «Возвращении». Впрочем, сходство на этом заканчивается. Утопия Стругацких является «одним из самых ясных» их произведений — цикл новелл о прекрасном и светлом завтра. Более того, космонавты примерно этого и ожидали, они восхищаются увиденным, и поводов для потрясения у них нет.
В посмертно изданной монографии В. Ревич весьма скептически отнёсся к утопии Стругацких, не считая её большой творческой удачей. По мнению критика, писалась повесть «в прямой, хотя и дружеской полемике» с И. А. Ефремовым. Например, порицаемая критиками манера речи курсантов-космоплавателей из новеллы «Почти такие же» — это сознательный приём против «стерильной речи героев Ефремова». Сама по себе благоустроенная Земля населена симпатичными персонажами, но чрезмерно статична: наиболее острый конфликт из описанных в повести возник оттого, «что озорники-кибернетики заложили в разумную машину заведомо неразрешимую задачу и развлекаются, наблюдая за мучительными потугами старательного компьютера решить её, за что и были поколочены стареньким руководителем палкой в первом издании и оттасканы им за бороды во втором. Есть результаты, но нет процесса, есть великие дела, но нет никаких осложнений, не над чем ломать голову. Описывается, например, школа, похожая на ефремовскую, и более живо описывается, но принципов её организации мы не узнаём, а потому нет оснований спорить, соглашаться, заимствовать». По мнению В. Ревича, Большой Утопии Стругацким создать не удалось, так как жанр предполагает детальное изображение инфраструктуры идеального общества — образование, воспитание, семья, мораль, власть, экономика. Логика утопии входит в противоречие с изображением индивидуальных судеб, «А Стругацкие ощущали себя художниками, старающимися преломить глобальные тревоги через конкретные человеческие судьбы».

### Западные высказывания об утопии Стругацких
В первых обзорных исследованиях 1970—1980-х годов «Возвращение» («Полдень…») упоминался кратко и лишь в контексте бегло рассматриваемого раннего творчества Стругацких. Канадский литературовед Дарко Сувин в 1974 году констатировал признание Стругацких как писателей мировой известности и значения, из-за чего «обзор их творчества уже запаздывает». Раннее творчество соавторов Сувин называет «историей будущего», формально и функционально схожей с циклами Верна, Азимова и Хайнлайна. Главным содержанием космической трилогии, рассказов и «Возвращения» является реалистическая демонстрация жизни коммунистической Земли; героями неизменно являются молодые исследователи и учёные, «видящие романтику в повседневном своём, хотя и первопроходческом труде». Мир, показанный Стругацкими, идилличен, соответствуя формуле «конфликта хорошего и лучшего», разворачиваемого внутри абсолютной общепонятной этики. Впрочем, в новеллах «О странствующих и путешествующих», «Загадка задней ноги» и «Свидание» присутствуют элементы открытого финала, «сомнения и тьмы, наползающей на эти стерильно яркие горизонты».
Американский литературовед Стивен Поттс, анализировавший творчество Стругацких с точки зрения преломления марксистской философии, называл «Возвращение» более совершенным текстом, чем «Стажёры», в том числе в сугубо художественном отношении («умная и утончённая»). Повесть, в его понимании, разнообразна, лишена нравоучений, при этом «действенная и заставляющая думать», так как традиционно ориентирована на «читателей среднего и старшего школьного возраста» — главной аудитории советской НФ начала 1960-х годов. Интересным «Полдень…» делают «пафос, боль, конфликт, ирония и бурлеск»; рассказы «Поражение» и «Свидание» являются оптимистическими трагедиями — огорчают читателя, одновременно даря ему надежду. В утопии Стругацких поднято множество их постоянных тем: природа героизма, неизбежность прогресса, внутренняя потребность в работе, важность воспитания детей, ценность личности. Открыто заявлена тематика, доминирующая в следующем периоде творчества соавторов: непонятность и непознаваемость инопланетного разума. Огромная статуя Ленина на гранитном утёсе, простирающая руку над коммунистическим Свердловском, по мнению С. Поттса, указывает, что описываемый Стругацкими мир был не просто предвиден вождём мирового пролетариата, но и обязан ему существованием. «Фактически можно рассматривать самодвижущуюся дорогу, с её неторопливым, но определённым движением вперёд, как метафору марксизма-ленинизма и, шире, человеческого прогресса». Сергей Кондратьев полностью соответствует марксистской этике труда и, влившись в ряды трудящихся коммунизма, окончательно вживается в XXII век. В финальной новелле «Какими вы будете» все участники полилога, выслушав сказку, тут же сочинённую Горбовским, нисколько не сомневаются, что станут предками «сверхлюдей, практически всемогущих существ» всецело в соответствии с учением Ленина.
Эмигрантский литературовед Леонид Геллер сводил практически всю послевоенную советскую фантастику к научно-технической и социальной утопии, недосягаемым образцом для подражания стал роман И. А. Ефремова «Туманность Андромеды». Геллер называл «Возвращение», в котором описана конечная цель человеческого счастья — осуществлённое коммунистическое общество, — лишь «дополнением» к ефремовскому монументу. Происходило это не из-за особенных достоинств «Туманности…», а по той причине, что многие идеи этого романа были одобрены официально и последующим писателям оставалось лишь на свой страх и риск пытаться строить собственный литературный мир либо подражать образцу, «выискивая недосказанное». По мысли Л. Геллера, смелых и самостоятельных писателей не оказалось. В книге «Утопия в России», написанной Л. Геллером совместно с французским cлавистом М. Нике, повторялись те же мысли: научная фантастика в советской литературе позволила использовать утопию в целях идеологического воспитания. «Её светлое будущее прочно связано с советской идеологией и реальностью, оно — их прямое следствие». Единственную классическую («истинную») утопию создал И. А. Ефремов, «несмотря на свою конъюнктурную роль, навязанную ему критикой». Стругацкие своим «Возвращением» попытались изобразить будни коммунизма с их конфликтами и личными драмами.

### Первоиздания
- Стругацкий Аркадий, Стругацкий Борис. Полдень, XXII век: Главы из повести «Возвращение» // Урал (Свердловск). — 1961. — № 6. — С. 13—89.
- Стругацкий Аркадий, Стругацкий Борис. Возвращение (Полдень, 22-й век): Фантаст. повесть / Рис. Г. Макарова. — М. : Детгиз, 1962. — 256 с. — (Библиотека приключений и научной фантастики). — Предисл. К. Андреева «Будем ли мы такими?». — 115 000 экз. Доп. тираж 1963 100 000 экз.
- Стругацкий Аркадий, Стругацкий Борис. Полдень, XXII век (Возвращение) / Рис. Ю. Макарова; Отв. ред. Н. Беркова. — Изд. доп. и перераб. — М. : Детская литература, 1967. — 320 с. — (Б-ка приключений и науч. фантаст.). — 75 000 экз.
- Стругацкий Аркадий, Стругацкий Борис. Полдень, XXII век; Малыш: Две повести / Рис. Л. Рубинштейна. — Л. : Детская литература, 1975. — 448 с. — (Серия науч.-фантаст. и приключ. литературы). — 100 000 экз.

### Первоисточники
- Неизвестные Стругацкие / сост. С. Бондаренко. — Донецк : Сталкер, 2005. — Т. От «Страны багровых туч» до «Трудно быть богом»: черновики, рукописи, варианты. — 635 с. — (Миры братьев Стругацких). — ISBN 966-696-779-0.
- Неизвестные Стругацкие / Сост. С. П. Бондаренко, В. М. Курильский. — М., Донецк : АСТ, НКП, 2008. — Кн. Письма. Рабочие дневники. 1942—1962 гг. — 640 с. — (Миры братьев Стругацких). — ISBN 978-5-17-053845-4.
- Неизвестные Стругацкие. Письма. Рабочие дневники. 1963—1966 гг. / сост. С. П. Бондаренко, В. М. Курильский. — Киев : НКП, 2009. — 637, [3] с. — (Миры братьев Стругацких). — ISBN 978-5-17-055670-0. — ISBN 978-966-339-788-7.
- Стругацкие. Материалы к исследованию: письма, рабочие дневники. 1972—1977 гг. / Сост. С. П. Бондаренко, В. М. Курильский. — Волгоград : ПринТерра-Дизайн, 2012. — 760 с. — ISBN 975-5-98424-145-8.
- Стругацкий А., Стругацкий Б. Полное собрание сочинений в тридцати трёх томах / Составители: Светлана Бондаренко, Виктор Курильский, Юрий Флейшман. — Группа «Людены», 2016. — Т. 4: 1960. — 386 с.
- Стругацкий А., Стругацкий Б. Полное собрание сочинений в тридцати трёх томах / Составители: Светлана Бондаренко, Виктор Курильский, Юрий Флейшман. — Группа «Людены», 2016. — Т. 6: 1962. — 471 с.
- Стругацкий А., Стругацкий Б. Полное собрание сочинений в тридцати трёх томах / Составители: Светлана Бондаренко, Виктор Курильский, Юрий Флейшман. — Группа «Людены», 2016. — Т. 7: 1963. — 366 с.
- Стругацкий А., Стругацкий Б. Полное собрание сочинений в тридцати трёх томах / Составители: Светлана Бондаренко, Виктор Курильский, Юрий Флейшман. — Группа «Людены», 2016. — Т. 10: 1966. — 524 с.
- Стругацкий А., Стругацкий Б. Полное собрание сочинений в тридцати трёх томах / Составители: Светлана Бондаренко, Виктор Курильский. — Группа «Людены», 2020. — Т. 31: 1997—2000. — 598 с.

### Критические материалы советского времени
- Андреев К. Фантастика, год 1962 // Техника — молодёжи. — 1962. — № 12. — С. 28—29.
- Андреев К. Бег времени // Фантастика, 1963 год. — М. : Молодая гвардия, 1963. — С. 3—20. — 368 с. — 75 000 экз.
- Брандис Е., Дмитревский Вл. Век нынешний и век грядущий (Заметки о советской научной фантастике 1962 г.) // Новая сигнальная : Сборник научно-фантастических повестей и рассказов / Составитель К. К. Андреев. — М. : Знание, 1963. — С. 256—271. — 272 с. — 315 000 экз.
- Брандис Е., Дмитревский В. Мир будущего в научной фантастике. — М. : Знание, 1965. — С. 33—37. — 47 с. — (Новое в жизни, науке и технике. Серия VI, литература и искусство. № 06). — 67 500 экз.
- Брандис Е., Дмитревский В. Путешествие в Страну Фантастики // Ефремов Иван Антонович. Звёздные корабли. Туманность Андромеды. — М. : Молодая гвардия, 1965. — С. 5—26. — 464 с. — (Библиотека современной фантастики, в 15 т., т. 1). — 215 000 экз.
- Евгений Брандис, Владимир Дмитревский. Тема «предупреждения» в научной фантастике // Вахта «Арамиса» : Сборник научно-фантастических повестей и рассказов / Составители Е. П. Брандис и В. И. Дмитриевский. — Л. : Лениздат, 1967. — С. 440—471. — 471 с. — (В мире фантастики и приключений). — 65 000 экз.
- Бритиков А. Ф. Отечественная научно-фантастическая литература (1917—1991 годы). — 2-е изд., испр. — СПб. : Борей-Арт, 2005. — Кн. 1: Научная фантастика — особый род искусства. — 308 с.
- Громова А. Двойной лик грядущего: Заметки о современной утопии // Альманах научной фантастики. — 1964. — Вып. 1. — С. 270—309.
- Ефремов И. Миллиарды граней будущего : [Отклик на статью В. Немцова «Для кого пишут фантасты?» в «Известиях», 1966, 19 янв.] // Комсомольская правда. — 1966. — 28 января.
- Журавлева В. Трудности роста // О литературе для детей: ежегодник. — Л., 1965. — Вып. 10. — С. 204—214.
- Кротов Ю. Фантастика, 1961 год // Техника — молодёжи. — 1961. — № 12. — С. 14—16.
- Леплинский Ю. Против антинаучной фантастики // Природа. — 1961. — № 8. — С. 118—119.
- Лобанов М. Человек или муляж?: По страницам журнала «Урал» // Литература и жизнь. — 1961. — № 118 (4 октября). — С. 2—3.
- Ляпунов Б. Литература о будущем. У истоков советской научной фантастики для детей и юношества // Детская литература. 1962 год. Выпуск первый. — М. : Детгиз, 1962. — С. 116—146. — 200 с. — 10 000 экз.
- Ляпунов Б. Любителям научной фантастики // Мир приключений. Альманах № 11. Фантастические и приключенческие повести, рассказы, очерки. — М. : Детская литература, 1965. — С. 769—783. — 784 с. — 100 000 экз.
- Ляпунов Б. В. В мире мечты. Обзор научно-фантастической литературы. — М. : Книга, 1969. — 213 с. — 20 000 экз.
- Ляпунов Б. В. В мире фантастики. Обзор науч.-фант. и фант. литературы. — Изд. 2-е, доп. и перераб. — М. : Книга, 1975. — 207 с. — 33 000 экз.
- Н. М. Несообразности в фантастике. Несколько замечаний о стиле А. и Б. Стругацких // Русская речь. — 1972. — № 6. — С. 35—40.
- Ревич В. Время, вперёд! Время, назад! // Сборник научной фантастики / Сост. Е. Муслин. — М. : Знание, 1974. — Вып. 13. — С. 195—223. — 224 с. — (Научная фантастика (НФ)). — 100 000 экз.
- Урбан А. А. От техники к человеку // Фантастика и наш мир. — Л. : Советский писатель, 1972. — С. 158—211. — 256 с.
- Черная Н. И. В мире мечты и предвидения: Научная фантастика, её проблемы и художественные возможности : Академия наук Украинской ССР, Институт литературы им. Т. Г. Шевченко АН УССР. — Киев : Наукова думка, 1972. — 228 с. — 12 000 экз.

### Статьи и монографии
- Амусин М. Ф. Братья Стругацкие : очерк творчества. — Иерусалим : Бесэдер, 1996. — 187 с. — ISBN 965-7031-06-0.
- Арзамасцева И. Н. Стругацкие, Аркадий Натанович и Борис Натанович // Русские писатели XX века: Биографический словарь / Гл. ред. и сост. П. А. Николаев. — М. : Большая российская энциклопедия; Рандеву, 2000. — С. 669—671. — 808 с. — ISBN 5-85270-289-7.
- Борода Е. В. Художественные открытия Е. И. Замятина в контексте поисков русской литературы второй половины ХХ — начала ХХI веков: диссертация … доктора филологических наук : 10.01.01 : Место защиты: ГОУВПО «Тамбовский государственный университет». — Тамбов, 2011. — 338 с.
- Бреева Т. Н. Деконструкция утопического дискурса в цикле произведений братьев Стругацких «Мир Полудня» // Известия Уральского федерального университета. Серия 2: Гуманитарные науки. — 2015. — Т. 136, № 1. — С. 226—235.
- Васюченко И. Отвергнувшие воскресенье. (Заметки о творчестве Аркадия и Бориса Стругацких) // Знамя : Орган Союза писателей СССР. — 1989. — № 5 (май). — С. 216—225.
- Владимирский В. Две «четвёртых волны». Последнее поколение советской фантастики // Мир фантастики. — 2022. — Вып. Спецвыпуск № 7: советская фантастика. — С. 144—149. — ISSN 2686-9470.
- Володихин Д. М., Прашкевич Г. М. Братья Стругацкие. Мечты о несбывшемся. — М. : Молодая гвардия, 2012. — 350 с. — (Жизнь замечательных людей, вып. 1331). — ISBN 978-5-235-03475-4.
- Геллер Л. Вселенная за пределом догмы: Размышления о советской научной фантастике. — Лондон : Overseas Publications Interchange Ltd, 1985. — 445 с. — ISBN 0-903868-58-X.
- Геллер Л., Нике М. Утопия в России / Пер. с фр. И. В. Булатовского. — СПб. : Гиперион, 2003. — 312 с. — (Utopia humana. I). — ISBN 5-89332-086-7.
- Гринфельд В. А. Революция субъектов. Два издания одной повести Аркадия и Бориса Стругацких // Вопросы литературы : Журнал критики и литературоведения. — 2022. — № 6. — С. 106—117. — doi:10.31425/0042-8795-2022-6-106-117.
- Грицанов А. А. Стругацкие // Социология: Энциклопедия / Сост. А. А. Грицанов, В. Л. Абушенко, Г. М. Евелькин, Г. Н. Соколова, О. В. Терещенко. — Минск : Книжный Дом, 2003. — 1312 с. — (Мир энциклопедий). — ISBN 985-428-619-3.
- Громова А. Г. Стругацкие // Краткая литературная энциклопедия / Гл. ред. А. А. Сурков. — М. : Советская энциклопедия, 1972. — Т. 7: «Советская Украина» — Флиакки. — С. 227—228. — 1008 с.
- Кайтох В. Братья Стругацкие / Пер. с пол. В. Борисова // Стругацкий А. Н., Стругацкий Б. Н. Собрание сочинений. В 11 т. — Донецк : Сталкер, 2003. — Т. 12, дополнительный. — С. 409—638. — 699 с. — ISBN 966-696-215-2.
- Канчуков Е. …Каждый город и весь мир принадлежал им по праву: Детство в прозе Стругацких // Детская литература. — 1988. — № 3. — С. 29—33.
- Комиссаров В. В. «Этого ожидали...»: Роман И. А. Ефремова «Туманность Андромеды» и футуристические проекты советской интеллигенции. — Иваново : ПресСто, 2017. — 116 с. — ISBN 978-5-9909681-0-3.
- Кузнецов А. В. О взглядах А. Н. и Б. Н. Стругацких на воспитание: мотив побега детей в творчестве 1960-х годов // Rhema. Рема. — 2019. — № 2. — С. 9—18.
- Кузнецова А. В. Рецепция творчества братьев Стругацких в критике и литературоведении : 1950—1990-е гг. : диссертация … кандидата филологических наук : 10.01.01. — Москва, 2004. — 248 с.
- Лобарёв Л. В.. История советской фантастики. Большая российская энциклопедия: научно-образовательный портал (9 сентября 2023). Дата обращения: 12 декабря 2023.
- Мамаева Н. Этап первый. Аркадий и Борис Стругацкие. Официальный сайт. Русская фантастика. Дата обращения: 18 ноября 2023.
- Межуев Б. Тайна «Мира Полдня». Гефтер (28 ноября 2012).
- Минералов Ю. И. Стругацкий Аркадий Натанович (1925—1991). Стругацкий Борис Натанович (р. 1933) // Русские детские писатели XX века : Биобиблиографический словарь. — М. : Флинта, Наука, 1997. — С. 427—430. — 504 с. — 5000 экз. — ISBN 5-89349-010-X. — ISBN 5-02-011304-2.
- Неронова И. В. Раннее творчество братьев Стругацких: поиск индивидуального стиля // Проблемы исторической поэтики. — 2016. — Вып. 4: Поэтика фантастического. — С. 222—235. — ISSN 1026-9479. — doi:10.15393/j9.art.2016.3746.
- Переслегин С. Возвращение к звёздам: Фантастика и эвология / Под общ. ред. Н. Ютанова. — М., СПб. : АСТ; Terra Fantastica, 2010. — 572 с. — (Philosophy). — 3000 экз. — ISBN 978-5-17-064271-7. — ISBN 978-5-403-03401-2. — ISBN 978-5-7921-0812-7.
- Potts S. W. The Road to Utopia. — The Second Marxian Invasion: The Fiction of the Strugatsky Brothers. — San-Bernardino : Borgo Press, 1991. — (Milford series: Popular writers of today (Vol. 50)). — Рус. перевод А. Кузнецовой:  С. В. Поттс. «Второе нашествие марксиан: Беллетристика братьев Стругацких» в Библиотеке Максима  Мошкова. — ISBN 0-89370-179-3.
- Ревич Всеволод. «Фантастика — это не жанр, это способ мыслить» // Перекрёсток утопий. Судьбы фантастики на фоне судеб страны. — М. : Институт востоковедения РАН, 1998. — С. 244—286. — 354 с. — ISBN 5-89282-092-0.
- Скаландис А. Братья Стругацкие. — М. : АСТ, 2008. — 702 с. — ISBN 978-5-17-052684-0.
- Suvin D. The Literary Opus of the Strugatsky Brothers // Canadian-American Slavic Studies. — 1974. — Vol. 8, № 3. — P. 454—463. — Рус. перевод Аллы Кузнецовой: «Творчество братьев Стругацких» в Библиотеке Максима Мошкова).
- Фролов А. В. «Мир „Полудня“ Аркадия и Бориса Стругацких и мир „Туманности Андромеды“ Ивана Ефремова: тематика, идеи, традиции». Даниил Хармс. Дата обращения: 23 сентября 2023.
- Черняховская Ю. Братья Стругацкие: письма о будущем. — М. : Книжный мир, 2016. — 384 с. — Б. Межуев. Атлантида, которую мы потеряли (предисловие). — ISBN 978-5-8041-0878-7.
- Черняховская Ю. С. «Большая тройка» советской художественной футурологии. Политико-философское осмысление проблем культурного суверенитета, культурно-цивилизационной интеграции и формирования идеалов будущего в произведениях И. Ефремова, А. Казанцева, А. и Б. Стругацких : компаративный анализ. — М. : Институт Наследия, 2022. — 380 с. — ISBN 978-5-86443-392-8.